# Tartu

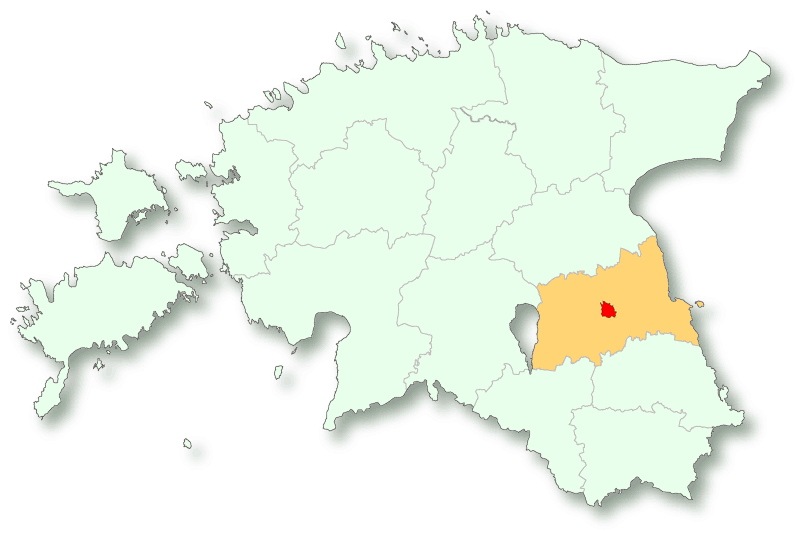
Localització de Tartu dintre d'Estònia

Tartu (en alemany i suec és Dorpat, en letó Tērbata i en rus Derpt o Юрьев (Iuriev)) és la segona ciutat més gran d'Estònia, amb una població que arriba als 101.297 habitants (2004) i amb una superfície de 38,8 km².
Tartu, el centre urbà més gran del sud d'Estònia, sovint es considera la ciutat capital intel·lectual del país, sobretot perquè és la seu de la universitat més antiga i coneguda del país, la Universitat de Tartu (fundada el 1632).
Tartu també acull el Tribunal Suprem d'Estònia, el Ministeri d'Educació i Recerca, el Museu Nacional d'Estònia i el teatre més antic en llengua estonia, Vanemuine. També és el bressol dels Festivals de la Cançó d'Estònia.
Tartu va ser designada com a Capital Europea de la Cultura l'any 2024.

## Noms i etimologia
Es creu que el nom deriva de la paraula  ur,  tarvas en estonià. Des que Estònia es va convertir en un país independent l'any 1918, el tartu en estonià (et), grafia alternativa del sud d'Estònia: Tarto) ha estat l'únic nom d'ús oficial però al llarg de la seva història també hi ha hagut diversos noms en altres idiomes. La majoria d'ells deriven en última instància de la forma més antiga documentada, l'estonià Tarbatu. En alemany, suec i polonès la ciutat ha estat coneguda, i fins al segle XX de vegades s'anomenava Dorpat, una variant de Tarbatu. En rus, la ciutat s'ha conegut com Юрьев (Yur′yev,  de Iuri, el nom de baptisme del gran príncep Iaroslau I de Kíev) i com a Дерпт (Derpt, de la variant baix alemany de Dorpat). De la mateixa manera, la ciutat ha estat coneguda com Tērbata en letó, i els parlants de finès utilitzen el topònim Tartto. Tartu es troba al riu Emajõgi, el nom del qual significa literalment riu mare en estonià. En letó, el nom del riu Emajõgi és Mētra. Per tant, el nom històric no oficial de Tartu en letó és Mētraine. Històricament, Tartu va ser el principal centre d'educació acadèmica letó, motiu pel qual el nom de la ciutat solia ser letó.

## Ubicació

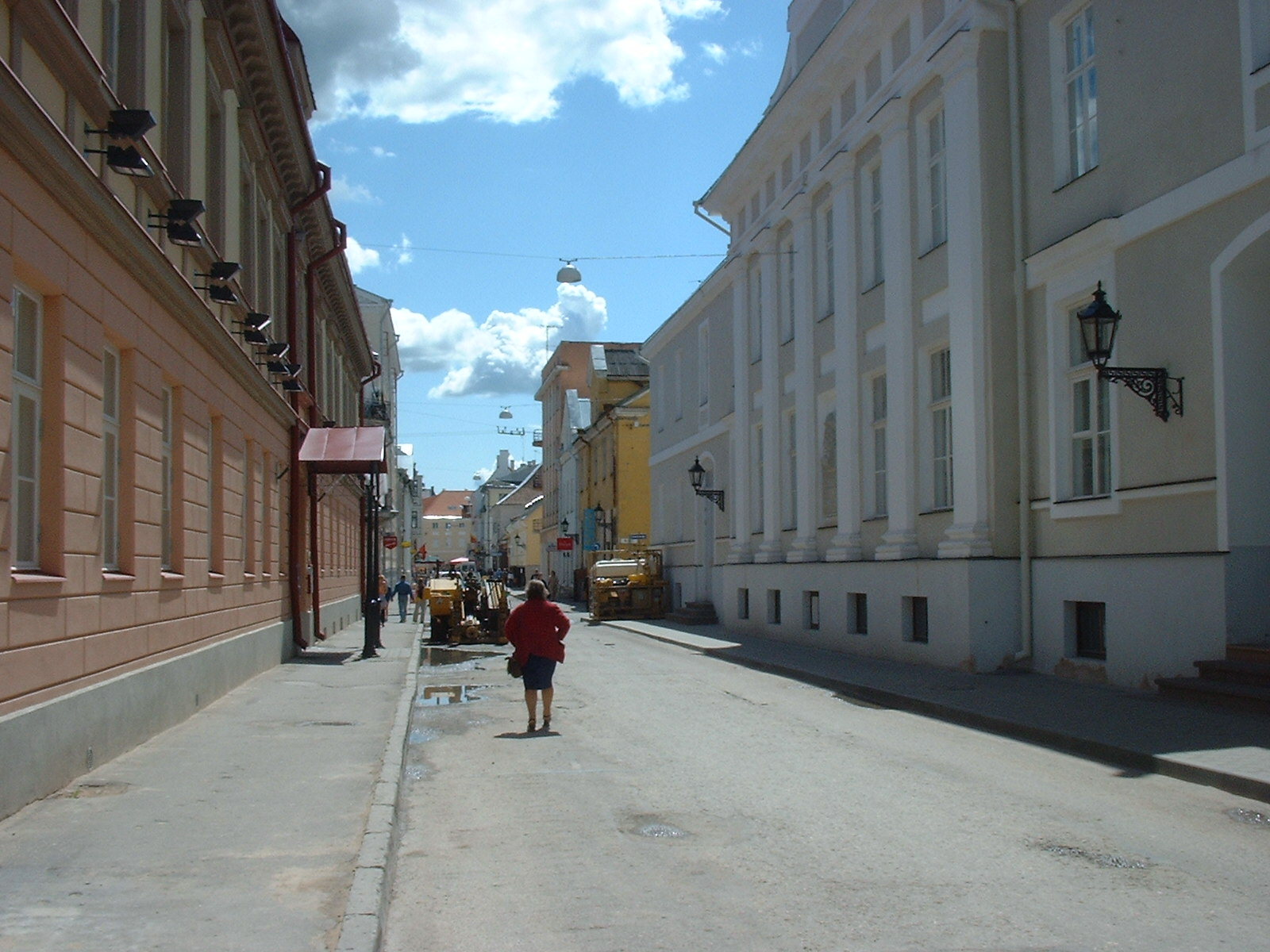
Carrer Rüütli, al centre de Tartu

És el centre i la ciutat principal del comtat del mateix nom, situada a la regió del sud-est d'Estònia. Ubicada entre turons a la vora del riu Emajõgi (en alemany, Embach), riu que desemboca en el llac Peipus, travessant prèviament el de Wirk. Està dividida en tres parts: la ciutat pròpiament dita i els barris de Petersburg i de Riger. Aquests últims situats a totes dues vores del riu i entrellaçats per mitjà de ponts els quals canviaren a principis del segle xx l'aspecte general de la ciutat, abans ombriu i irregular, com el de la majoria de ciutats del Nord. El barri més bonic és el de la riba sud del riu, un dels qualls ponts data de l'època de Caterina II.
Entre els edificis principals de Tartu i figura la Universitat, una de les més notables d'Europa, creada el 1632 per Gustau II Adolf, fou suprimida el 1710 durant la guerra del Nord i restablerta el 1802 per Alexandre I. Comprèn un Museu de Belles Arts amb riques col·leccions i un jardí botànic.

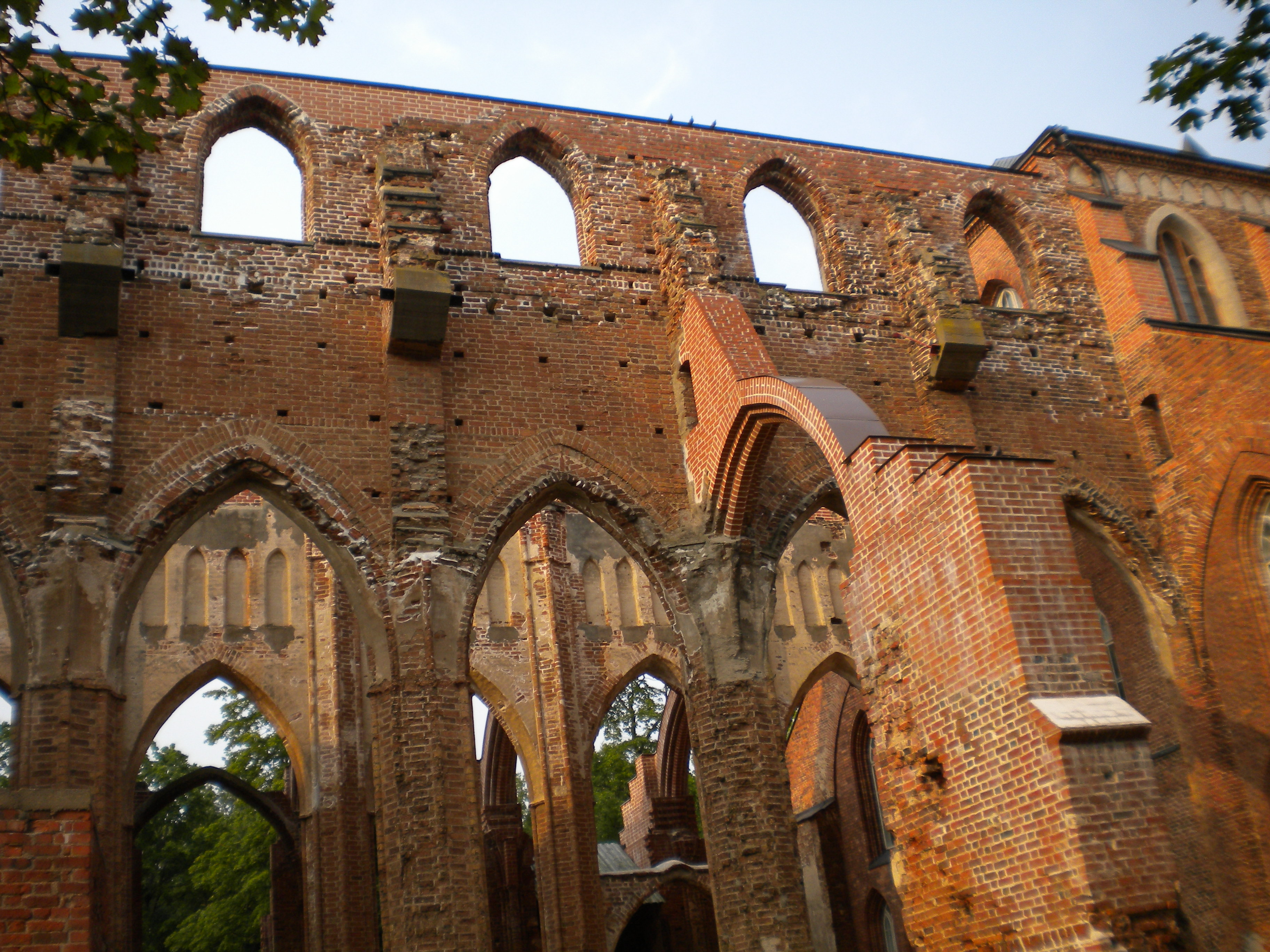
Restes de la catedral de Tartu en el turó Domberg

El 1889 li fou concedit d'adoptar el rus com a idioma oficial en l'ensenyança exceptuant la facultat de teologia. Domberg o l'anomenat turó del castell, també constitueix una curiositat de Tartu. I havia en aquest turó una fortalesa, en part ruïnosa, i restes de parets antigues de la catedral, construcció d'estil gòtic primitiu incendiada el 23 de juny de 1624. El cor d'aquest temple fou reconstruït instal·lant en aquest la de la Universitat amb 209.000 volums i valuoses col·leccions artístiques. Al nord de la catedral s'aixeca l'observatori meteorològic i l'estàtua en bronze de Carlos Ernesto de Baez.
També són edificis dignes de citar-se l'església de Sant Joan, del segle xvii, el Rasthov o galeria de les pintures i l'antiga badia cistercenca a Falkenau, avui en ruïnes.
Dorpat també compta amb bons establiments d'instrucció primària i superior, institucions de beneficència, societats de cultura i d'esbarjo i diversos teatres.
La seva indústria consisteix en l'elaboració de cigars, licors, preparació de pells i foneries. A més d'acollir els milers d'estudiants en cada curs acadèmic. Té estació de ferrocarril de Devel a Dorpat.
Tartu és sovint considerada la capital cultural i intel·lectual del país, tenint en compte el moment en el qual es converteix en seu de la universitat més antiga i prestigiosa del país, la Universitat de Tartu.

## Història

### Els inicis
L'evidència arqueològica del primer assentament permanent al lloc de l'actual Tartu daten del segle V dC. Al segle VII, els habitants locals havien construït una fortificació de fusta al costat est del turó de Toome (Toomemägi). Durant els segles següents, l'assentament va créixer i al voltant dels segles IX-X es va convertir en un centre comercial interior.
Aquesta ciutat data del segle xi, tenint el seu origen en un santuari estonià que fou substituït per una fortalesa anomenada Castrum Tarbatum, al voltant del qual s'aixecaren alguns edificis. Els primers registres documentats de la zona van ser fets per cronistes medievals posteriors que van descriure els esdeveniments de la Rus de Kíev de principis del segle XI. Segons la Crònica Primària (PVL) i la Primera Crònica de Sofia (SPL), Yaroslav el Savi, Gran Príncep de Kíev, va envair la regió de Tartu al c. 1030, i després de derrotar el Chud ', hi va construir el seu propi fort i el va anomenar Yuryev. Tartu va poder romandre sota el control de la Rus de Kíev fins al 1061, quan, segons l'SPL, el fort de Yuryev va ser cremat pels sosols  (probablement oeselians, sackalians o una altra tribu estònia). Poc després el fort va ser reconstruït pels seus habitants. Al segle XII, els ungannians locals d'un costat i les tropes de la veïna República de Novgorod a l'altre costat es van atacar repetidament. En aquestes campanyes, els invasors van poder capturar Tartu el 1133 o el 1134, i a l'hivern de 1191-1192, però no se sap que aquestes captures temporals haguessin provocat canvis territorials duradors.

### Bisbat medieval
Durant el període de les Croades del Nord a principis del segle XIII, el fort de Tarbatu (o Tharbata) va ser capturat pels cavallers teutons croats —també coneguts com els Germans de l'Espasa— i reconquistat pels estonians en diverses ocasions. Reedificada més tard, caigué el 1222 en poder dels cavallers teutònics, els quals hi fundaren un bisbat el qual subsistí fins al 1558 en què fou introduïda la Reforma. El 1224, després que els prínceps de Novgorod i Pskov havien enviat tropes addicionals dirigides pel príncep Viatxko de Kukenois per ajudar els defensors estonians del fort, va ser assetjat i conquerit per darrera vegada pels croats teutons. Posteriorment, conegut com a Dorpat (llatí: Tarbatum), Tartu es va convertir en un centre comercial de considerable importància durant la Baixa Edat Mitjana i la capital del bisbat semiindependent de Dorpat.
El 1262 l'exèrcit del príncep Dmitri de Pereslavl va llançar un assalt a Dorpat, capturant i destruint la ciutat. Les seves tropes no van aconseguir capturar la fortalesa del bisbe al turó de Toome. L'esdeveniment es va registrar tant a les cròniques posteriors alemanyes com a l'antiga crònica eslava oriental, que també van proporcionar el primer registre d'un assentament de comerciants i artesans alemanys que havia sorgit al costat de la fortalesa del bisbe.
A l'època medieval, després que l'Ordre de Livonia fos subsumida als cavallers teutons el 1236, la ciutat es va convertir en una important ciutat comercial. A la dècada de 1280 Dorpat es va unir a la Lliga Hanseàtica.

### Domini polonès-lituà i suec

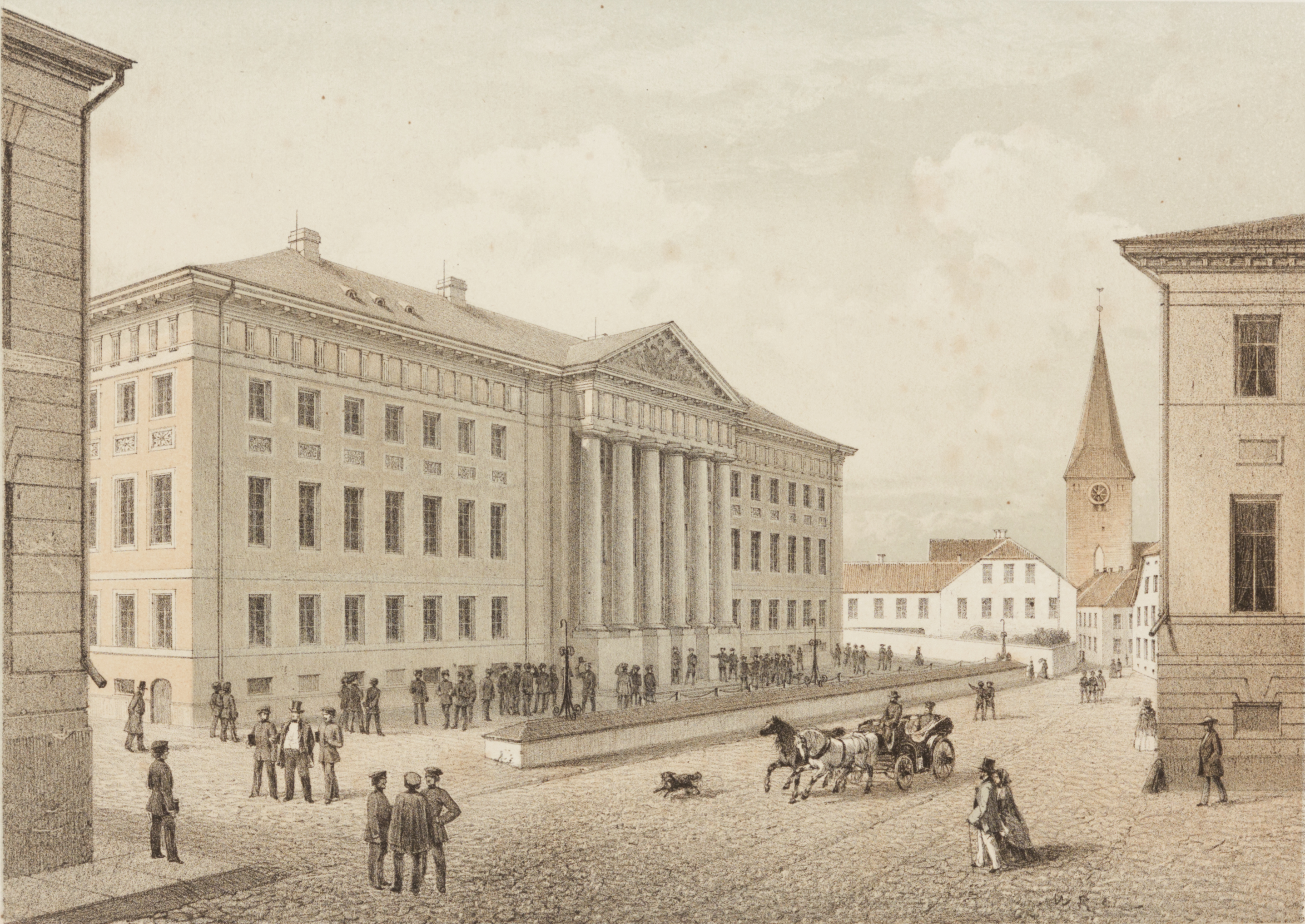
Edifici principal de la Universitat de Tartu el 1860

En el segle xiv, la població ja força considerable, va estendre el seu comerç ingressant en la Lliga Hanseàtica i despertant des de llavors la cobdícia i rivalitat dels suecs, russos i polonesos els quals la feren objecte de setges i saqueigs.
Les doctrines de l'anabaptista Melchior Hofman, partidari de Tomás Munzen, foren la causa que esclataren en la ciutat grans lluites religioses el 1525.
El 1558, el tsar Ivan el Terrible va envair Tartu començant la Guerra de Livònia. Les forces sota el comandament de Pyotr Shuiski van encerclar la ciutat i van començar el fort bombardeig. Davant d'això i sense cap perspectiva d'ajuda externa, la ciutat es va rendir. El bisbe local va ser empresonat a Moscou, la qual cosa va acabar efectivament amb el període d'autogovern local. Ivan Mikhailovictx Viskovatii, un destacat diplomàtic i arxiver dels registres diplomàtics durant el regnat d'Ivan el Terrible, va argumentar que la fundació de Tartu per part de l'Antiga Rus justificava les reivindicacions territorials contemporànies de Rússia a la regió. Amb l'efecte de la Treva de Jam Zapolski de 1582, la ciutat juntament amb les regions del sud de la Confederació de Livònia van passar a formar part de la Confederació de Polònia i Lituània. El 1598 es va convertir en la capital del Voivodat de Dorpat del Ducat de Livònia. L'any 1583 es va establir una escola de gramàtica jesuïta Gymnasium Dorpatense. A més, es va organitzar un seminari de traductors a Tartu i la ciutat va rebre la seva bandera blanca i vermella del rei polonès Esteve Bathory.
Les activitats tant del liceu com del seminari van ser aturades per la guerra polonesa-sueca. Ja a finals de 1600 les forces de Carles IX de Suècia assetjaven la ciutat defensada per tres estendards de reiters i burgesos de la ciutat. Malgrat els reiterats assalts, els suecs no van poder entrar a la ciutat. Finalment el 1601 el capità Hermann Wrangel va canviar de bàndol, va atacar el Castlà i va obrir les portes per a les forces sueques. La ciutat va ser recuperada per la Confederació polonesa-lituana el 13 d'abril de 1603 després d'un breu setge dirigit per l'hetman Jan Karol Chodkiewicz; aproximadament 1.000 soldats suecs es van rendir i van ser escortats a Tallinn.
Com a conseqüència d'una altra guerra polonesa-sueca, el 1625 Tartu va ser capturat de nou per Suècia, aquesta vegada definitivament. Amb l'efecte de la Treva d'Altmark de 1629, la ciutat va passar a formar part dels Dominis de Suècia, la qual cosa va portar a la fundació de la Universitat de Tartu el 1632 pel rei Gustau II Adolf.

### Rússia imperial

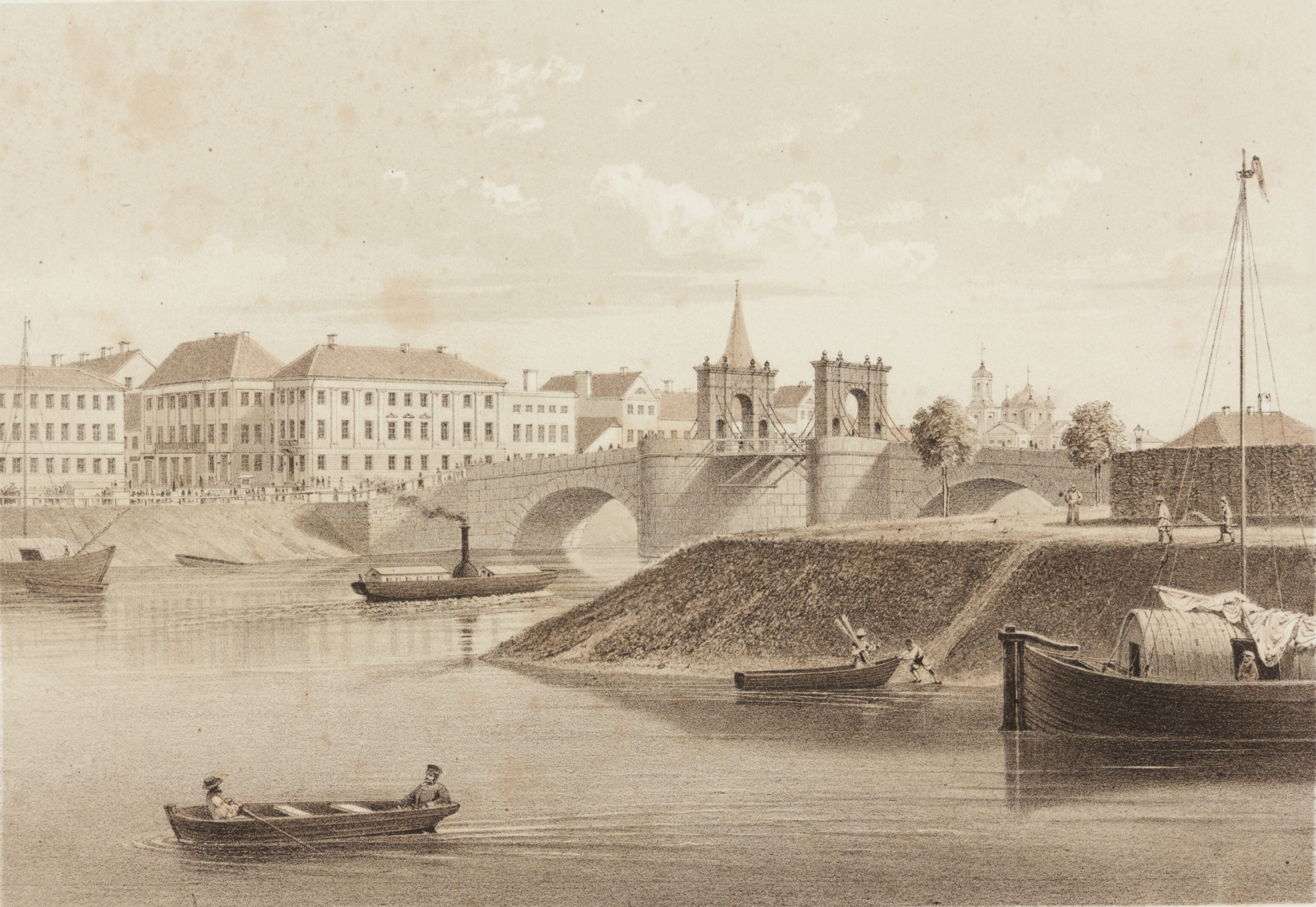
El pont de pedra i el nucli antic el 1860

El 1704 la ciutat va ser presa per l'exèrcit rus en presència del mateix tsar Pere el Gran. Com a conseqüència, al voltant d'una quarta part de la població i bona part de les fortificacions van quedar malmeses. El 1708 la resta de les fortificacions i cases, incloses les restes del castell dels bisbes, van ser explotades, tots els béns mobles van ser saquejats i tots els ciutadans van ser deportats a Rússia. Amb el Tractat de Nystad el 1721, la ciutat va passar a formar part de l’Imperi Rus i va ser coneguda com Derpt. Els incendis del segle xviii van destruir gran part de l'arquitectura medieval, el Gran Incendi de Tartu el 1775 va eliminar la majoria dels edificis del centre. La ciutat va ser reconstruïda seguint les línies del barroc tardà i el neoclàssic, inclòs l’Ajuntament de Tartu, construït entre 1782 i 1789. El 1783 la ciutat es va convertir en el centre de Derpt Uiezd dins de la Governació de Livònia.
Durant la segona meitat del segle xix, Tartu va ser el centre cultural dels estonians a l'època del nacionalisme romàntic. La ciutat va acollir el primer festival de cançons d'Estònia el 1869. Vanemuine, el primer teatre nacional, es va establir el 1870. Tartu també va ser l'escenari de la fundació de la Societat d'Escriptors Estonians el 1872.

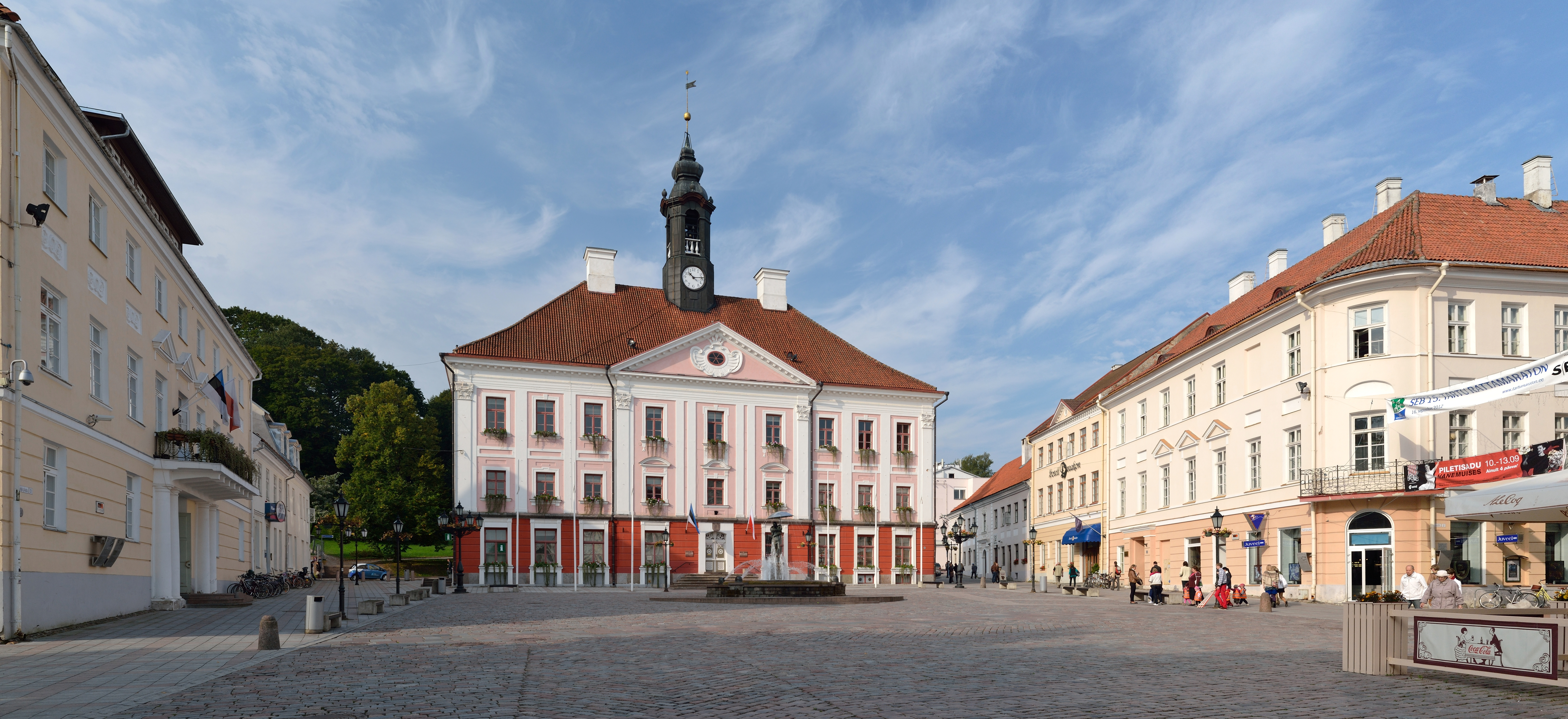
Ajuntament de Tartu

L'estació de ferrocarril de Tartu es va inaugurar el 1876 quan es va construir la ruta Tapa -Tartu. L'edifici de l'estació es va inaugurar l'any 1877. En la història de la tuberculosi, el 1891 la Universitat de Veterinària de Dorpat va produir una investigació seminal utilitzant la prova de la tuberculina en 1.000 bovins.
Per un ukase de 20 de novembre de 1889 es disposa de nou que la ciutat prengués el nom de Juriev. La universitat es va russificar posteriorment a partir de 1895 amb la introducció del rus obligatori en l'ensenyament. Gran part de la propietat de la universitat es va traslladar a Vorónej el 1918 i durant l'ocupació alemanya, la universitat va funcionar sota el nom de Landesuniversität Dorpat. Durant la Guerra d'Independència d'Estònia, la universitat de Tartu es va reobrir com a universitat d'Estònia l'1 de desembre de 1919.

### Estònia independent (1918-1940)
Amb la independència d'Estònia després de la Primera Guerra Mundial, la ciutat es va conèixer oficialment amb el nom estonià de Tartu. Al final de la Guerra d'Independència d'Estònia de 1918 a 1920 després de la Primera Guerra Mundial, el 2 de febrer de 1920 es va signar un tractat de pau entre la Rússia bolxevic i Estònia a Tartu (Tractat de Tartu). Amb el tractat, la Rússia soviètica va renunciar a les reclamacions territorials a Estònia per sempre.
El 1920 també es va signar a Tartu el tractat de pau entre la Rússia Soviètica i Finlàndia.
Durant el període d'entreguerres es va construir el barri de Tähtvere, els antics edificis de Raadi Manor van començar a albergar el Museu Nacional d'Estònia (destruït durant l'ofensiva de Tartu el 1944) i es va obrir l'escola d'art Pallas.

### Ocupacions alemanyes i soviètiques (1940-1991)
Durant la Segona Guerra Mundial, la Unió Soviètica estalinista va envair i ocupar Estònia i Tartu el juny de 1940. Grans parts de la ciutat, així com l'històric Kivisild (pont de pedra, construït entre 1776 i 1778) sobre el riu Emajõgi van ser destruïts per l'exèrcit soviètic en retirada, en part el 1941 i gairebé completament el 1944 per aleshores l'exèrcit alemany en retirada. Ja molt danyat, Tartu va ser bombardejat repetidament per les forces aèries soviètiques el 27 de gener de 1943, el 26 de febrer de 1944, el 7-8 de març de 1944 i el 25-26 de març de 1944. Un cop acabada la guerra, gran part del centre històric de la ciutat va quedar en ruïnes. Fins i tot els edificis menys danyats de blocs sencers van ser enderrocats per les autoritats d'ocupació soviètica i grans extensions de zones anteriorment residencials es van convertir en parcs i aparcaments.
Després de la guerra, les autoritats soviètiques van declarar Tartu una ciutat tancada per als estrangers, ja que es va construir una base aèria per a bombarders al camp d'aviació de Raadi, als afores nord-est de la ciutat. Va ser una de les bases aèries militars més grans de l'antic bloc de l'Est i albergava bombarders estratègics que portaven bombes nuclears. En un extrem d'una franja més antiga de la pista, es va construir el nou edifici del Museu Nacional d'Estònia.
L'aeroport de Tartu es va obrir al sud de la ciutat el 1946. A més de l'aeroport, l'Acadèmia d'Aviació d'Estònia es va establir el 1993. Museu de l'Aviació d'Estònia de propietat privada, que és 5 km a l'est de l'aeroport (7 km amb cotxe), es va obrir al públic l'any 2002. Durant l'ocupació soviètica de 1944-1991, la població de Tartu gairebé es va duplicar, passant de 57.000 a més de 100.000, a causa de la immigració massiva de Rússia i altres zones de l'antiga Unió Soviètica, en gran part a causa de la base aèria militar.

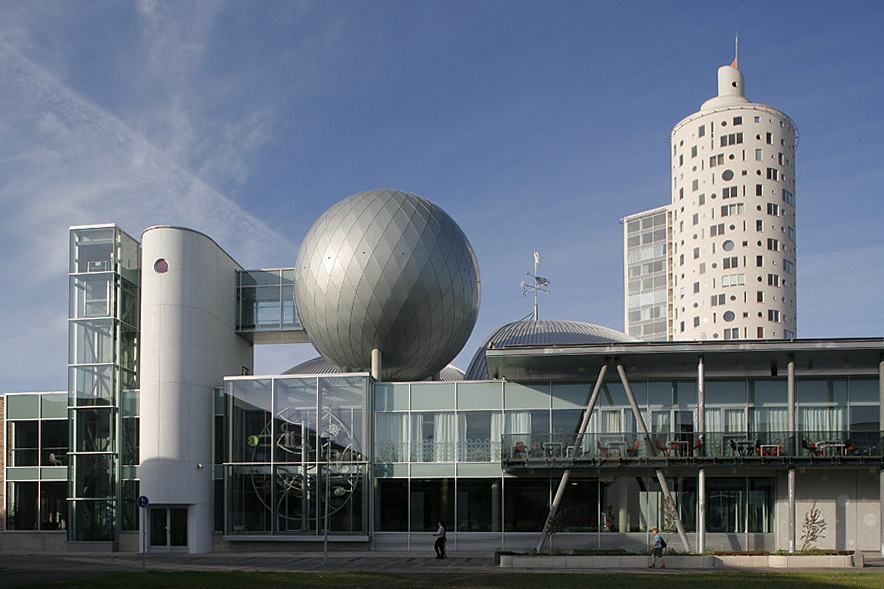
Centre de Ciències AHHAA

Des que Estònia va recuperar la seva independència l'any 1991, el nucli antic de la ciutat ha estat renovat. Cal destacar que l'església de Sant Joan, en ruïnes des de la Segona Guerra Mundial, ha estat restaurada. S'han aixecat molts edificis comercials i empresarials nous (Tartu Kaubamaja, Tasku, Emajõe kaubanduskeskus, Lõunakeskus, Kvartal, etc.). L'edifici residencial més alt i emblemàtic local de Tigutorn es va inaugurar el 2008.
El centre de ciències AHHAA es va traslladar a un nou edifici el 2011 i el nou edifici principal del Museu Nacional d'Estònia es va obrir el 2016.

## Geografia

### Clima
Tartu es troba dins de la zona de clima continental humit temperat (Dfb). El clima és més aviat suau tenint en compte l'alta latitud, en gran part a causa de la proximitat del mar Bàltic i dels fluxos d'aire càlid de l'Atlàntic. No obstant això, la influència continental es pot notar els dies calorosos d'estiu i els períodes de fred a l'hivern, quan la temperatura pot baixar de tant en tant (però rarament) per sota de  −30 °C. En general, els estius són càlids i els hiverns són freds.
L'estació meteorològica de Tartu es troba al poble de Tõravere, a uns 20 quilòmetres de la ciutat, de manera que la temperatura real a la ciutat pot ser lleugerament més càlida que les temperatures mitjanes oficials.

## Economia
Coneguda principalment com a ciutat universitària, Tartu també és un lloc d'indústria pesant. La indústria alimentària ha estat tradicionalment important per a l'economia de la ciutat i algunes empreses més grans del sector inclouen A. Le Coq, Tartu Mill i Salvest. Kroonpress és una de les principals empreses d'impremtes als països bàltics.
A principis del segle xxi, moltes empreses TIC i altres empreses d'alta tecnologia s'han implantat a Tartu. Alguns exemples notables inclouen Playtech Estònia, Nortal (abans Webmedia Group), ZeroTurnaround, Tarkon, Reach-U i Raintree Estònia. Skype té una oficina a Tartu. La universitat és un dels ocupadors més grans, la qual cosa explica la gran proporció de professionals altament qualificats: investigadors, professors, metges i la Clínica Universitària de Tartu ha estat considerada la principal empresa de Tartu.

## Transport
La ciutat és servida per l'aeroport de Tartu. La distància fins a la capital de vacances d'estiu d'Estònia, Pärnu (a l'oest d'Estònia) és  176 km i la ruta més ràpida per carretera passa per Viljandi i Kilingi-Nõmme. Tartu està connectat amb Riga, Tallinn i altres ciutats d'Estònia mitjançant moltes rutes d'autobús i tren.

## Demografia
Tingueu en compte que les dades de població i composició ètnica del 2020 i posteriors s'apliquen a tot el municipi urbà de Tartu, no només a la ciutat de Tartu.
| Any      | 1881   | 1897   | 1922   | 1934   | 1959   | 1970   | 1979    | 1989    | 1995    | 2000    | 2005    | 2010    | 2015   | 2020   | 2021   |
| -------- | ------ | ------ | ------ | ------ | ------ | ------ | ------- | ------- | ------- | ------- | ------- | ------- | ------ | ------ | ------ |
| Població | 29.974 | 42.308 | 50.342 | 58.876 | 74.263 | 90.459 | 104.381 | 113.320 | 104.874 | 106.200 | 104.490 | 100.930 | 93.805 | 92.972 | 95.190 |

La població històrica de Tartu es presenta a la taula següent, a partir de dades dels censos oficials des de 1881 i de l'Oficina d'Estadística d'Estònia. Tingueu en compte que les dades fins al 2011 no són directament comparables amb les xifres més recents, ja que la metodologia d'elaboració d'estadístiques de població ha canviat.
| Etnia       | Cens Estònia 1922 | Cens Estònia 1922 | Cens Estònia 1934 | Cens Estònia 1934 | 1941      | 1941 | 1959      | 1959 | 1970      | 1970 | 1979      | 1979 | 1989      | 1989 | 2000      | 2000 | 2011      | 2011 | 2021      | 2021 |
| Etnia       | Quantitat         | %                 | Quantitat         | %                 | Quantitat | %    | Quantitat | %    | Quantitat | %    | Quantitat | %    | Quantitat | %    | Quantitat | %    | Quantitat | %    | Quantitat | %    |
| ----------- | ----------------- | ----------------- | ----------------- | ----------------- | --------- | ---- | --------- | ---- | --------- | ---- | --------- | ---- | --------- | ---- | --------- | ---- | --------- | ---- | --------- | ---- |
| Estonians   | 42459             | 84.5              | 51559             | 87.6              | 44732     | 93.7 | 56205     | 75.7 | 68129     | 75.3 | 77597     | 74.3 | 82031     | 72.3 | 80397     | 79.5 | 79700     | 81.7 | 76227     | 80.1 |
| Russos      | 2570              | 5.11              | 2640              | 4.48              | 1490      | 3.12 | -         | -    | 18009     | 19.9 | 21530     | 20.6 | 24604     | 21.7 | 16245     | 16.1 | 14340     | 14.7 | 12441     | 13.1 |
| Ucraïnesos  | -                 | -                 | 16                | 0.03              | -         | -    | -         | -    | 1277      | 1.41 | 1685      | 1.61 | 2369      | 2.09 | 1239      | 1.22 | 891       | 0.91 | 1107      | 1.16 |
| Belarussos  | -                 | -                 | -                 | -                 | -         | -    | -         | -    | 551       | 0.61 | 749       | 0.72 | 1088      | 0.96 | 490       | 0.48 | 355       | 0.36 | 304       | 0.32 |
| Finlandesos | -                 | -                 | 49                | 0.08              | 27        | 0.06 | -         | -    | 1220      | 1.35 | 1271      | 1.22 | 1275      | 1.12 | 1073      | 1.06 | 706       | 0.72 | 900       | 0.95 |
| Jueus       | 1115              | 2.22              | 920               | 1.56              | 0         | 0.00 | -         | -    | 420       | 0.46 | 346       | 0.33 | 267       | 0.24 | 154       | 0.15 | 113       | 0.12 | 81        | 0.09 |
| Letons      | -                 | -                 | 278               | 0.47              | 1043      | 2.18 | -         | -    | 137       | 0.15 | 197       | 0.19 | 167       | 0.15 | 105       | 0.10 | 113       | 0.12 | 268       | 0.28 |
| Alemanys    | 3210              | 6.39              | 2706              | 4.60              | -         | -    | -         | -    | -         | -    | 103       | 0.10 | 133       | 0.12 | 123       | 0.12 | 118       | 0.12 | 306       | 0.32 |
| Tàtars      | -                 | -                 | 6                 | 0.01              | -         | -    | -         | -    | -         | -    | 112       | 0.11 | 146       | 0.13 | 83        | 0.08 | 65        | 0.07 | 45        | 0.05 |
| Polonesos   | -                 | -                 | 144               | 0.24              | 71        | 0.15 | -         | -    | -         | -    | 164       | 0.16 | 179       | 0.16 | 137       | 0.14 | 92        | 0.09 | 133       | 0.14 |
| Lituans     | -                 | -                 | 26                | 0.04              | 15        | 0.03 | -         | -    | 102       | 0.11 | 127       | 0.12 | 159       | 0.14 | 96        | 0.09 | 74        | 0.08 | 109       | 0.11 |
| desconegut  | 0                 | 0.00              | 278               | 0.47              | 44        | 0.09 | 0         | 0.00 | 0         | 0.00 | 0         | 0.00 | 0         | 0.00 | 378       | 0.37 | 136       | 0.14 | 255       | 0.27 |
| altres      | 902               | 1.79              | 254               | 0.43              | 335       | 0.70 | 18058     | 24.3 | 614       | 0.68 | 500       | 0.48 | 1002      | 0.88 | 649       | 0.64 | 897       | 0.92 | 3014      | 3.17 |
| Total       | 50256             | 100               | 58876             | 100               | 47757     | 100  | 74263     | 100  | 90459     | 100  | 104381    | 100  | 113420    | 100  | 101169    | 100  | 97600     | 100  | 95190     | 100  |

Tartu es divideix oficialment en 17 barris. que no tenen finalitat administrativa. Els seus noms estan definits.
| Barris                     | Area (ha) | Residents 2001 | Residents 2006 | Residents 2012 |
| -------------------------- | --------- | -------------- | -------------- | -------------- |
| Annelinn                   | 541       | 30.000         | 28.200         | 27.480         |
| Ihaste                     | 424       | 1.000          | 1.800          | 2.322          |
| Jaamamõisa                 | 149       | 3.000          | 3.000          | 3.202          |
| Karlova                    | 230       | 9.500          | 9.000          | 9.073          |
| Kesklinn (centre)          | 180       | 7.500          | 6.700          | 6.575          |
| Maarjamõisa                | 113       | 800            | 500            | 377            |
| Raadi-Kruusamäe            | 283       | 5.000          | 4.800          | 4.626          |
| Ropka                      | 146       | 5.500          | 5.300          | 5.120          |
| Districte industrial Ropka | 354       | 2.700          | 2.700          | 2.511          |
| Ränilinn                   | 122       | 2.500          | 1.800          | 1.732          |
| Supilinn                   | 48        | 2.100          | 1.800          | 1.790          |
| Tammelinn                  | 311       | 8.000          | 8.100          | 8.195          |
| Tähtvere                   | 250       | 4.500          | 3.500          | 3.023          |
| Vaksali                    | 75        | 2.900          | 3.100          | 3.206          |
| Variku                     | 77        | 2.000          | 1.900          | 1.840          |
| Veeriku                    | 281       | 5.500          | 5.300          | 5.561          |
| Ülejõe                     | 302       | 8.200          | 7.700          | 7.876          |

## Educació i cultura
La ciutat és coneguda per ser la seu de la Universitat de Tartu (abans coneguda com la Universitat de Dorpat; alemany: Universität Dorpat), fundada sota el rei Gustau II Adolf el 1632. Principalment per aquest motiu, Tartu també és coneguda com a L'Atenes dels Emajõgi o com a la  Heidelberg del Nord.
Tartu és també la seu de la Universitat d'Estònia de Ciències de la Vida, la Universitat de Defensa del Bàltic, l'Acadèmia d'Aviació d'Estònia (abans coneguda com a Universitat d'Aviació de Tartu) i el Ministeri d'Educació i Recerca d'Estònia. Altres institucions notables inclouen el Tribunal Suprem d'Estònia (restablert a Tartu a la tardor de 1993), l’Arxiu Històric d'Estònia, el Museu Nacional d'Estònia, el Museu Olímpic i de l'Esport d'Estònia, així com el teatre més antic i reconegut del país, Vanemuine, on tenen una companyia de ballet molt respectada, així com produccions d'òpera i musicals.
En música, existeix l’escola de composició Tartu.
La majoria de les escultures de Tartu estan dedicades a personatges històrics. Entre ells, els més famosos són el monument de Barclay de Tolly a la plaça Barclay al centre de la ciutat, el monument Kissing Students a la plaça de l'ajuntament i el monument de Gustau II Adolf a la plaça del Rei (Kuningaplats).

## Ciència
Tartu ha estat un centre intel·lectual tant d'Estònia com dels països bàltics durant diversos segles. Entre els estudiosos provinents de Tartu hi ha el pioner de l'embriologia Karl Ernst von Baer, un pioner dels estudis del comportament animal Jakob von Uexküll i un teòric cultural i semiòtic Iuri Lótman. Johann Friedrich von Eschscholtz, metge, naturalista i entomòleg alemany del Bàltic, va néixer a Tartu. Va ser un dels primers exploradors científics de la regió del Pacífic, fent importants col·leccions de flora i fauna a Alaska, Califòrnia i Hawaii. El premi Nobel de Química Wilhelm Ostwald va estudiar i va treballar a Tartu. L’Escola Tartu és una de les escoles científiques líders en semiòtica.

## Principals llocs d'interès
L'arquitectura i l'urbanisme del Tartu històric es remunten principalment al període anterior a la independència, amb els alemanys formant les classes altes i mitjanes de la societat i, per tant, contribuint molts arquitectes, professors i polítics locals.
Els més notables són l'antiga església luterana de Sant Joan (estonià: Jaani Kirik , alemany: Johanneskirche), l’ajuntament del segle xviii, l'edifici de la universitat, les ruïnes de la catedral del segle XIII, els jardins botànics, el principal carrer comercial, molts edificis al voltant de la plaça de l'ajuntament i la plaça Barclay.
La zona històrica dels barris marginals anomenada Supilinn (ciutat de la sopa) es troba a la riba del riu Emajõgi, prop del centre de la ciutat i es considera un dels pocs barris pobres supervivents de l'Europa del segle xix. En aquests moments Supilinn s'està renovant ràpidament, experimentant una lenta transformació de l'històric barri marginal a un prestigiós barri de classe alta. La comunitat activa encarnada per la Societat Supilinn està compromesa amb la preservació del patrimoni.
La Segona Guerra Mundial va destruir grans parts del centre de la ciutat i durant l'ocupació soviètica es van aixecar molts edificis nous, sobretot el nou teatre Vanemuine. Els efectes de la guerra encara són testimonis per la relativa abundància de parcs i vegetació al centre històric. Els barris típics d'estil soviètic de blocs de pisos de gran alçada es van construir entre la Segona Guerra Mundial i la restauració de la independència d'Estònia el 1991, el districte més gran d'aquest tipus va ser Annelinn.
Actualment, Tartu també és conegut per diversos edificis moderns de la variació d'acer, formigó i vidre, però ha aconseguit conservar una barreja d'edificis antics i nous al centre de la ciutat. Exemples notables són la Torre Tigutorn i el Centre Emajõe, tots dos construïts durant l'actual període d'independència; la torre més alta i la segona torre més alta de Tartu, respectivament. La gran població estudiantil de Tartu significa que té una vida nocturna relativament pròspera, amb moltes discoteques, bars i restaurants, inclòs el pub amb el sostre més alt del món, a l'històric Gunpowder Cellar de Tartu.
Anualment, a l'estiu, Tartu acull el festival Hanseatic Days (estonià: Hansapäevad) per celebrar la seva herència hanseàtica. El festival inclou esdeveniments com mercats d'artesania, tallers històrics i tornejos de justa.

## Esports

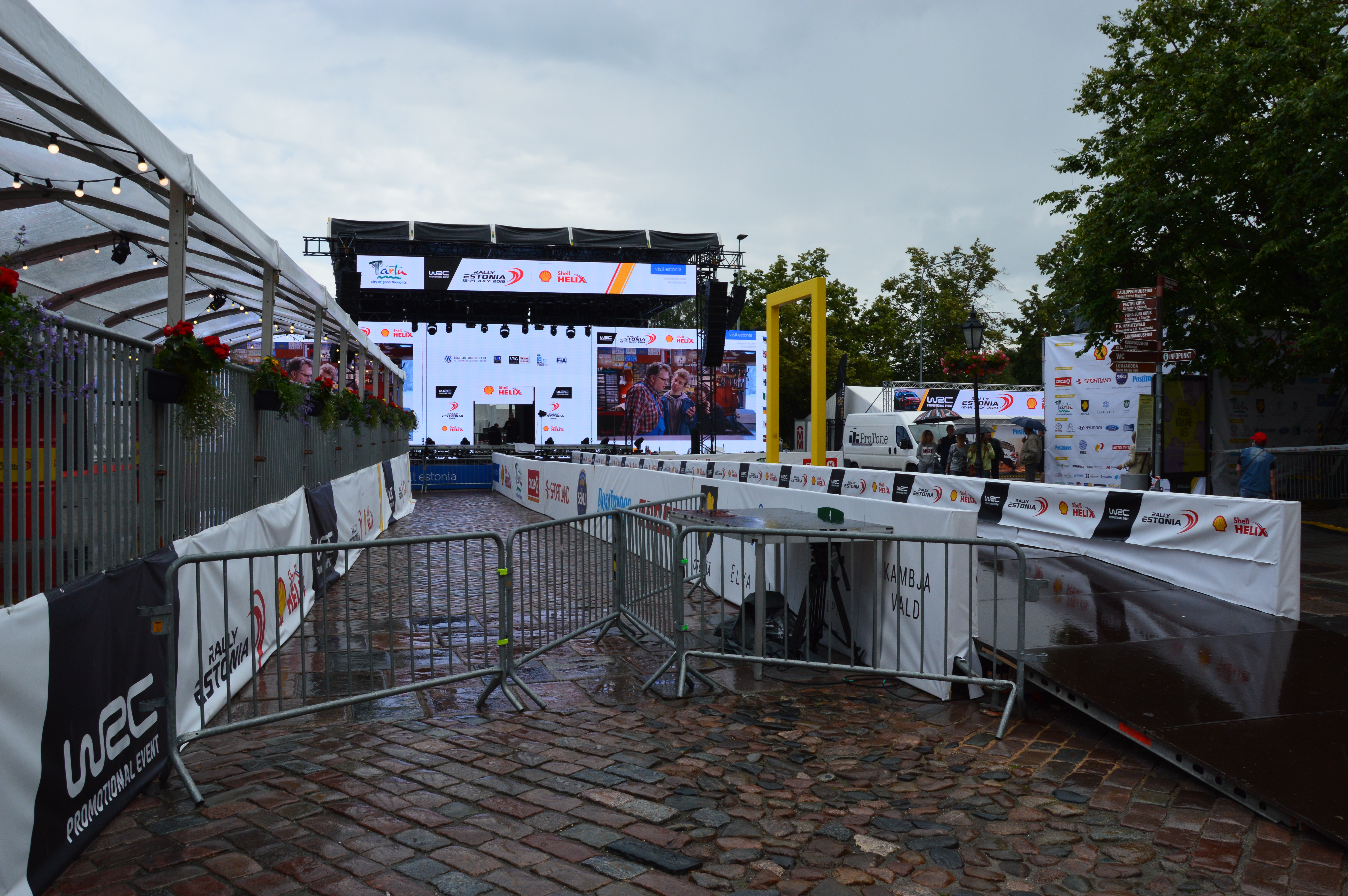
Lloc de sortida cerimonial del Rally d'Estònia

La ciutat acull el Ral·li d'Estònia. És l'esdeveniment d'automobilisme més gran dels estats bàltics. El ral·li va formar part del Campionat d'Europa de Ral·lis entre el 2014 i el 2016. Des del 2020 el Ral·li d'Estònia forma part del Campionat Mundial de Ral·lis.
Tartu és la seu del club de bàsquet Tartu Ülikool/Rock, que participa a la Korvpalli Meistriliiga i a la Lliga de bàsquet de Letònia-Estonia.
El club de futbol Tartu JK Tammeka, un dels clubs Meistriliiga, es troba a Tartu. El seu estadi d'origen és el Tamme Staadion, que té una capacitat de 1600 persones. La ciutat és també la seu dels clubs Tartu JK Welco i FC Tartu Santos, que juguen a l’Esiliiga, la segona divisió.
Tartu té un club de voleibol professional, Bigbank Tartu, així com l'equip d'handbol, el Tartu Ülikool/Glassdrive, que juga a la segona divisió d'handbol estonià.
Tartu és també la ciutat natal de Clement Puppey Ivanov, capità de Team Secret, un equip professional de Dota 2. Va guanyar el primer internacional, i va ser subcampió dos anys seguits amb Natus Vincere.
El Campionat del Món d'Orientació 2017 es va celebrar a Tartu.
L'esdeveniment anual Tartu Sügisjooks té lloc a Tartu.

## Fills il·lustres

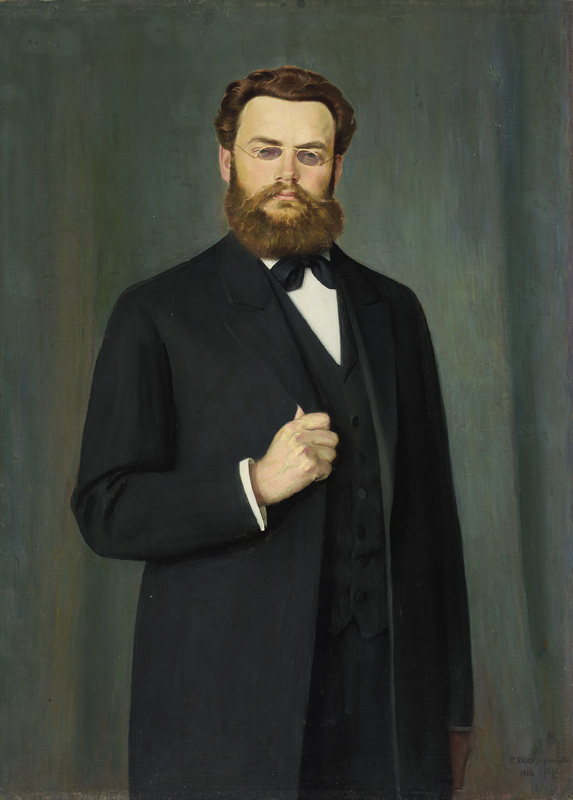
Carl Robert Jakobson

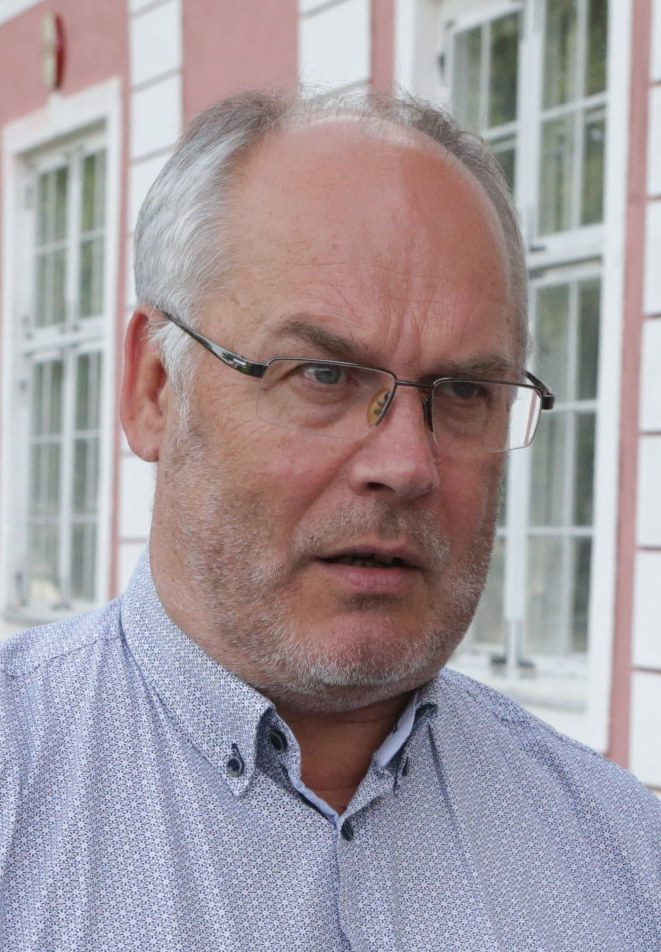
Alar Karis

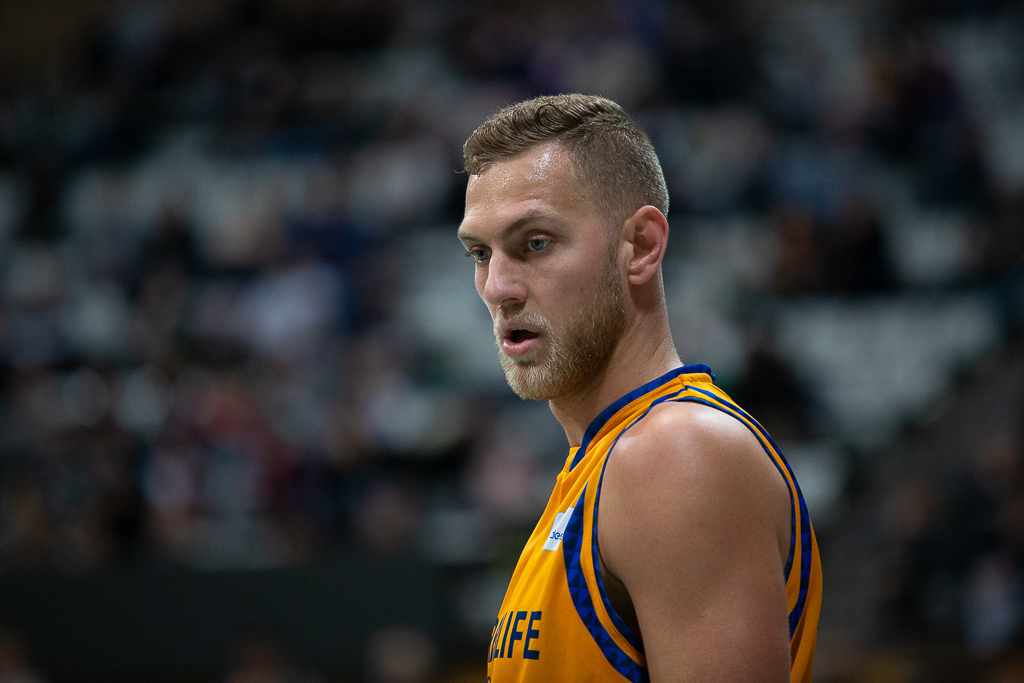
Siim-Sander Vene

- Andrus Ansip (1956), polític, antic primer ministre d'Estònia

- Paul Ariste (1905–1990), lingüista

- Lauri Aus (1970–2003), ciclista professional de carretera

- Karl Ernst von Baer (1792–1876), científic i explorador alemany del Bàltic

- George Browne, (1698–1792), governador irlandès de Dorpat

- Karl Ernst Claus (1796–1864), químic i botànic alemany del Bàltic

- Jacob von Eggers (1704-1773), enginyer militar al servei suec i de l'Electorat de Saxònia

- Jaan Einasto (1929), astrofísic

- Elisabeth Erm (1993), model de moda

- Friedrich Robert Faehlmann (1798–1850), escriptor, metge i filòleg

- George Hackenschmidt (1877–1968), home fort, lluitador professional, escriptor i filòsof

- Adolf von Harnack (1851–1930), teòleg luterà alemany i historiador de l'església

- Else Hueck-Dehio, escriptor alemany bàltic

- Carl Robert Jakobson (1841–1882), escriptor, polític i professor

- Maarja Jakobson (1977), actriu

- Martin Järveoja (1987), copilot de ral·lis

- Rasmus Kaljujärv (1981), actor

- Kallista Kann (1895–1983), lingüista

- Alar Karis (1958), biòleg i 6è president d'Estònia

- Kerr Kriisa (2001), jugador de bàsquet

- Sally von Kügelgen (1860–1928), pintora

- Leonid Kulik (1883–1942), mineralogista rus

- Oskar Luts (1887–1953), escriptor i dramaturg

- Markko Märtin (1975), pilot de ral·lis

- Emil Mattiesen (1875–1939), compositor, pianista i filòsof

- Jaan Mölder (1987), pilot de ral·lis

- Peeter Põld (1878–1930), científic pedagògic, director d'escola i polític

- Laura Põldvere (1988), cantant

- Elsa Ratassepp (1893–1972), actriu

- Eno Raud (1928–1996), autor infantil

- Zofia Romer (1885–1972), pintora polonesa

- Alma Johanna Ruubel (1899–1990), matemàtica

- Kristina Šmigun-Vähi (1977), esquiadora de fons

- Rein Taaramäe (1987), ciclista professional de carretera

- Aino Talvi (1909–1992), actriu

- Ants Veetõusme (nascut el 1949), polític (ex alcalde de Tartu) i figura financera

- Siim-Sander Vene (nascut el 1990), jugador de bàsquet

- Adalbert Volck (1868–1948), polític alemany del Bàltic

## Ètnies
Segons estadístiques de l'European Statistical Office de l'any 2005, la població de Tartu es divideix en:
- Estonians 80,1%,
- Russos 15,8%,
- Ucraïnesos 1,2%,
- Finesos 1,1%,
- Altres 1,8%

## Llocs d'interès
- Museu d'esports d'Estònia

- Església de la Immaculada Concepció, Tartu

- Pigcam, càmera web d'alimentació de caça salvatge, en un bosc prop de Tartu

- Universitat de Tartu

- - Biblioteca de la Universitat de Tartu

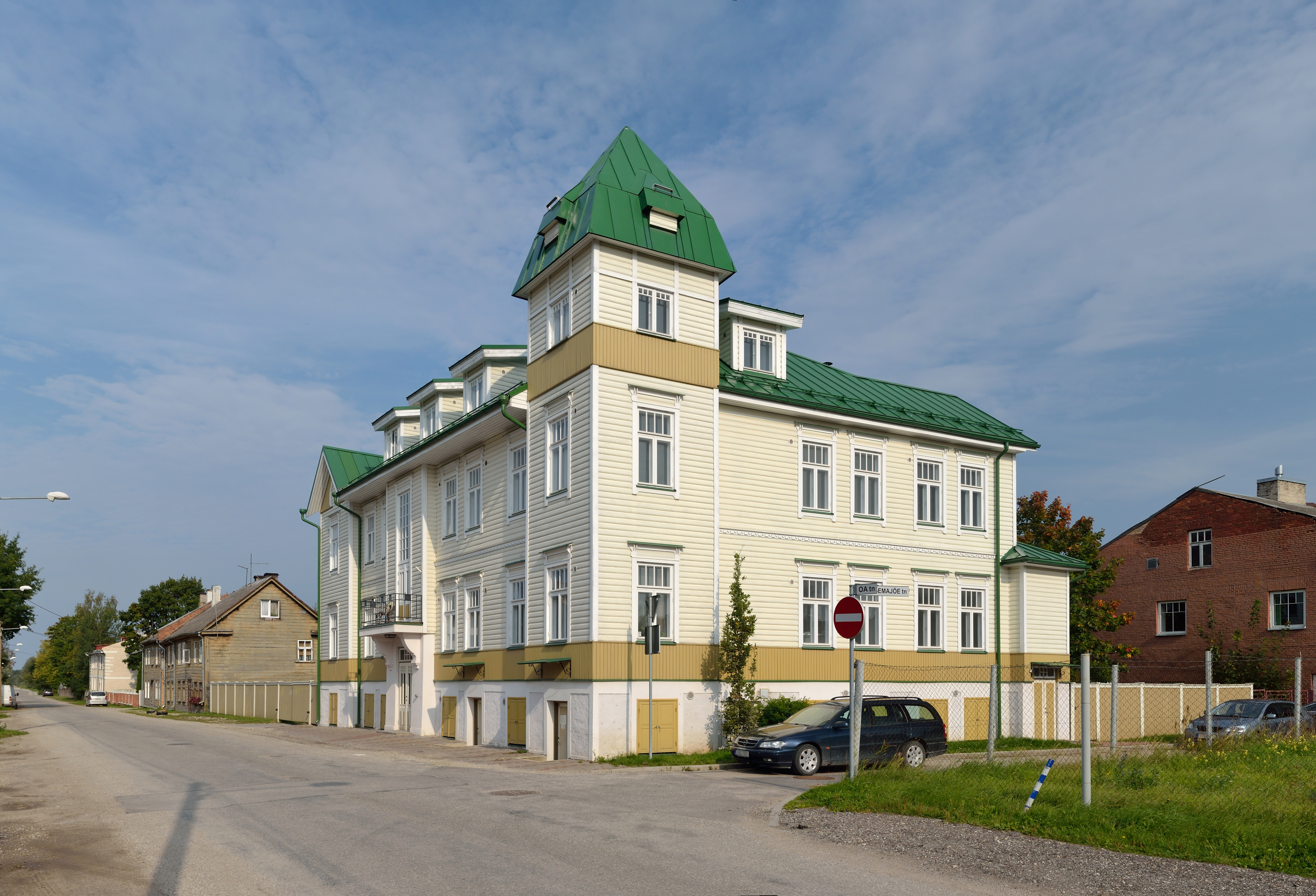
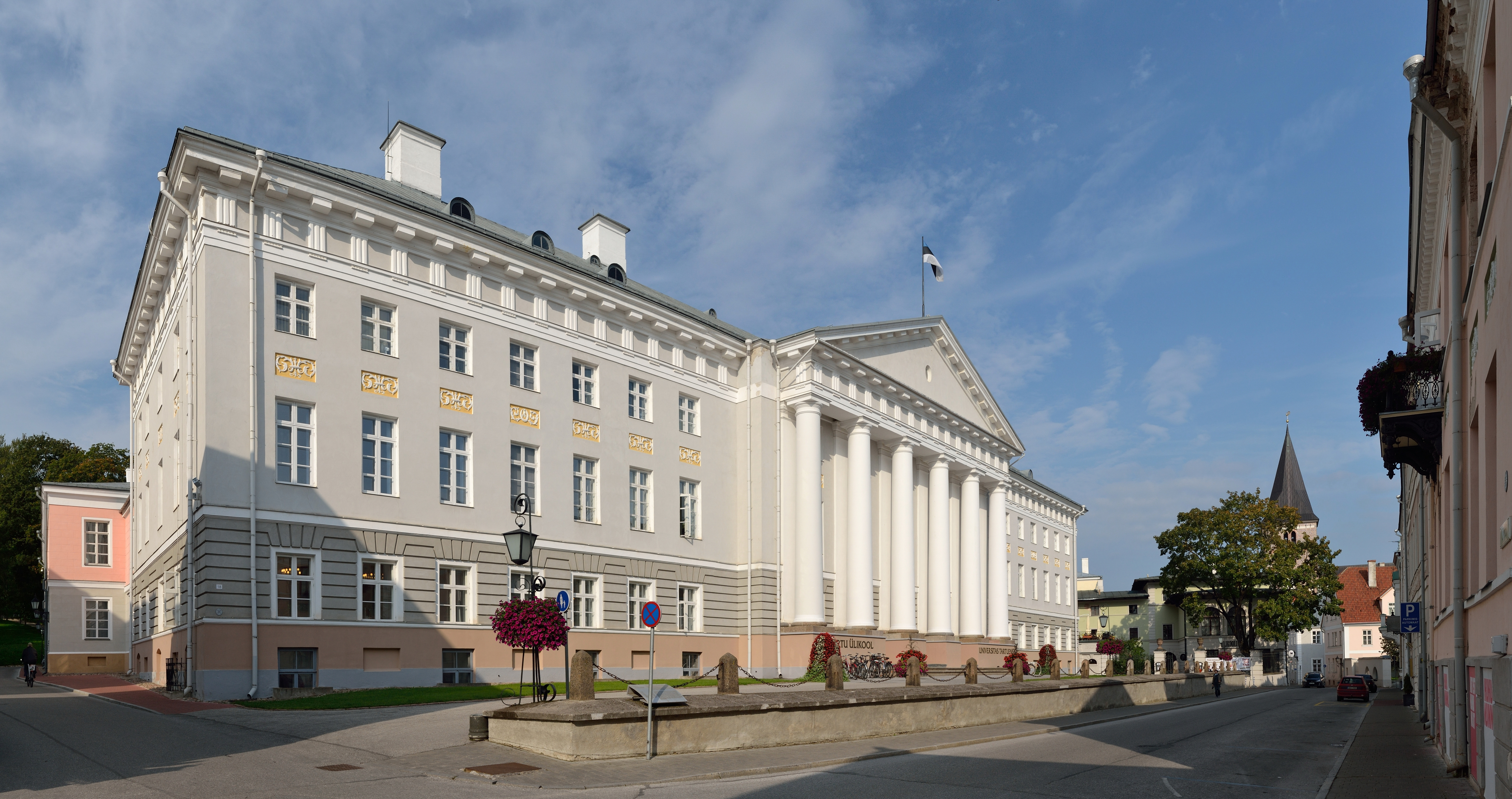
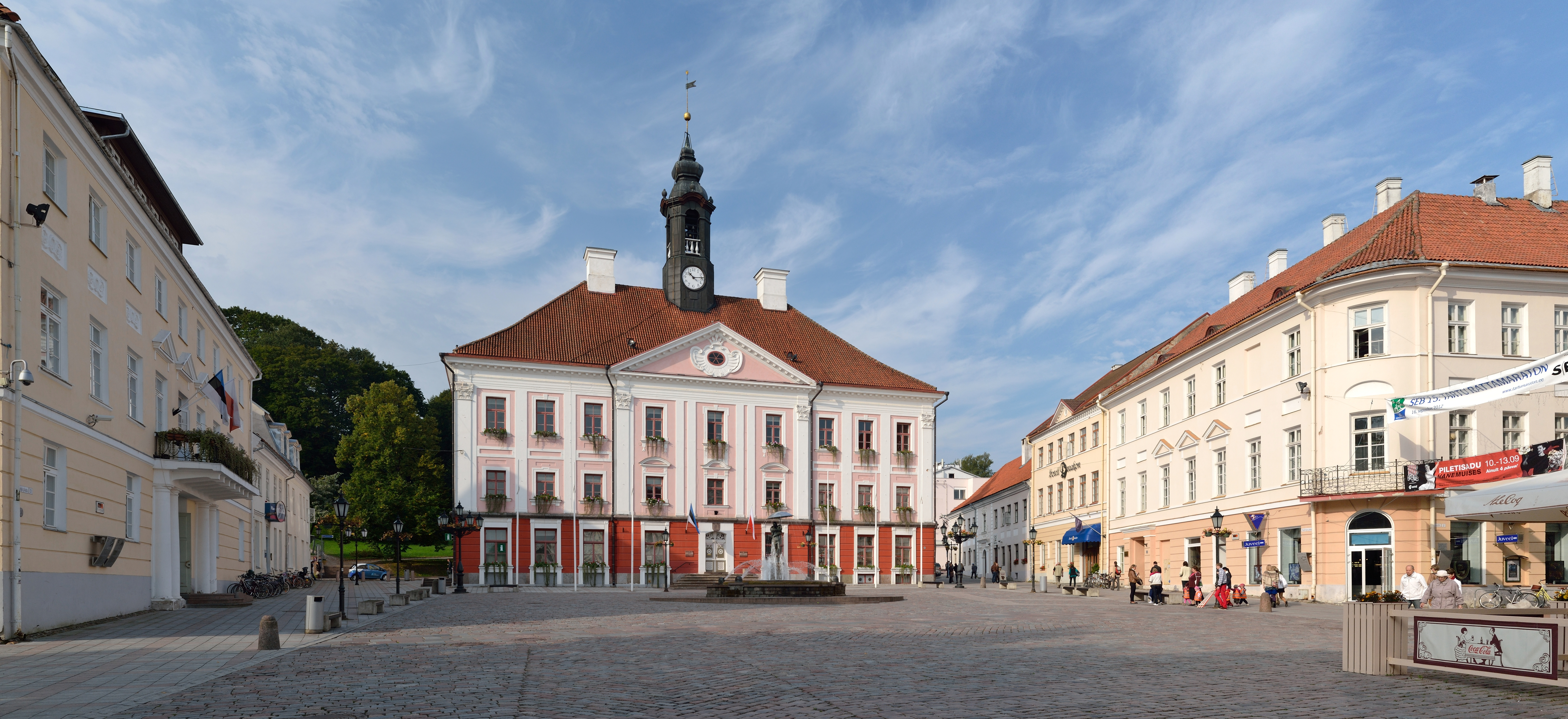
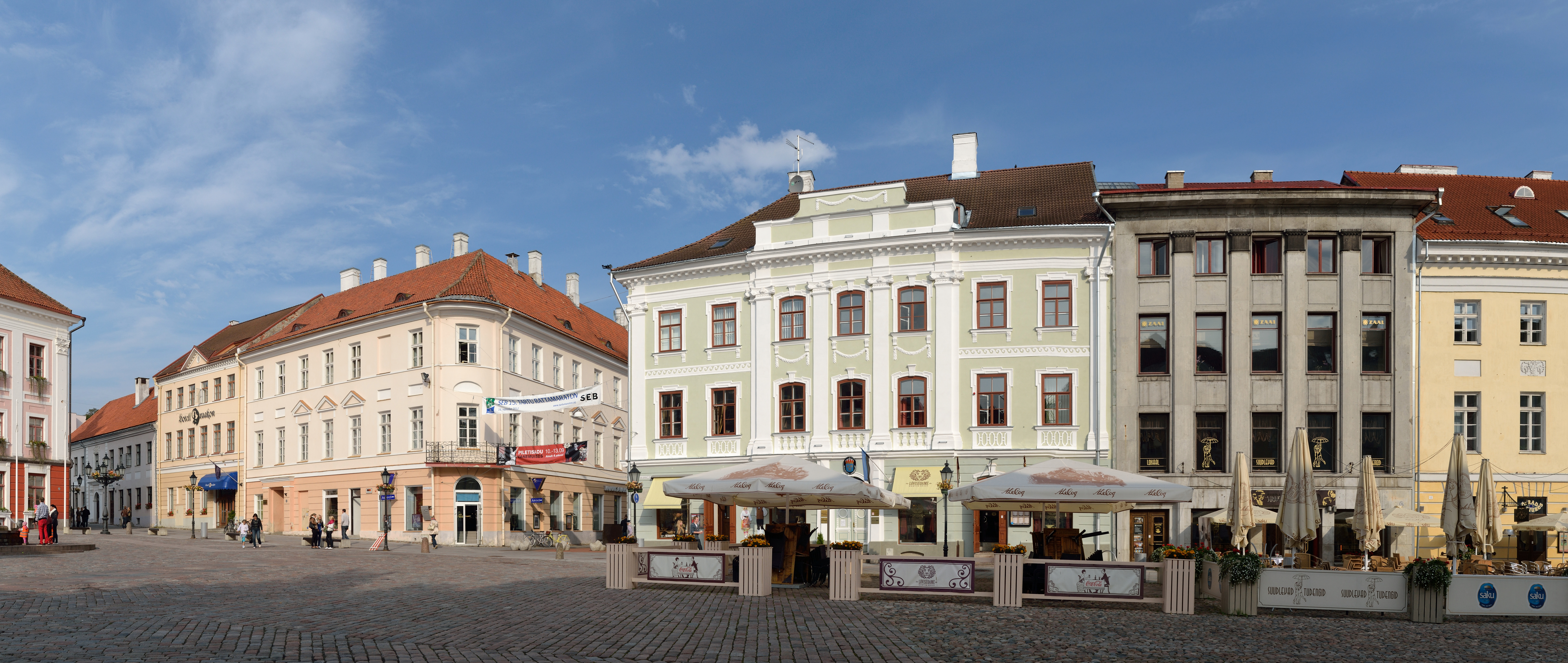
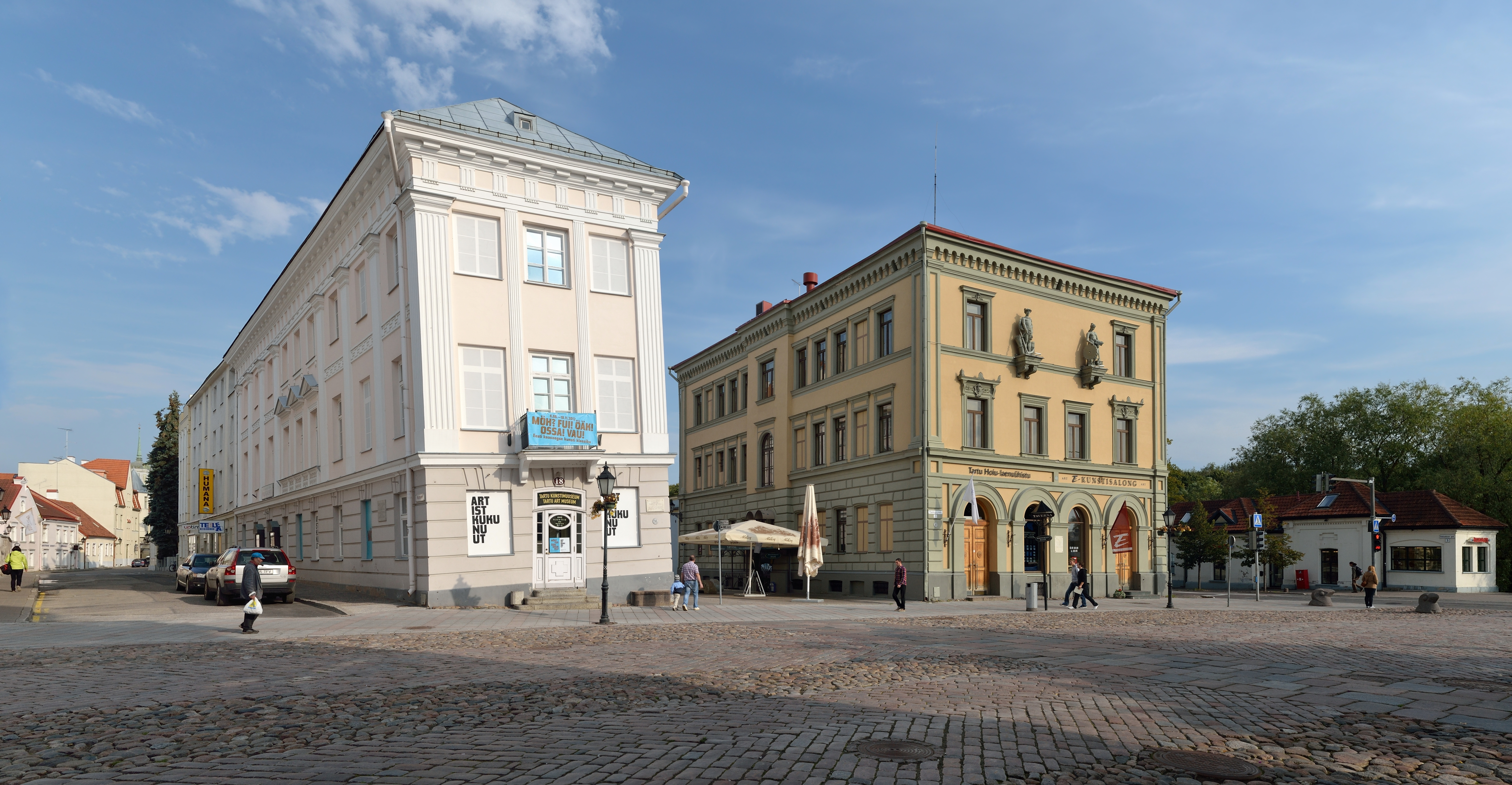
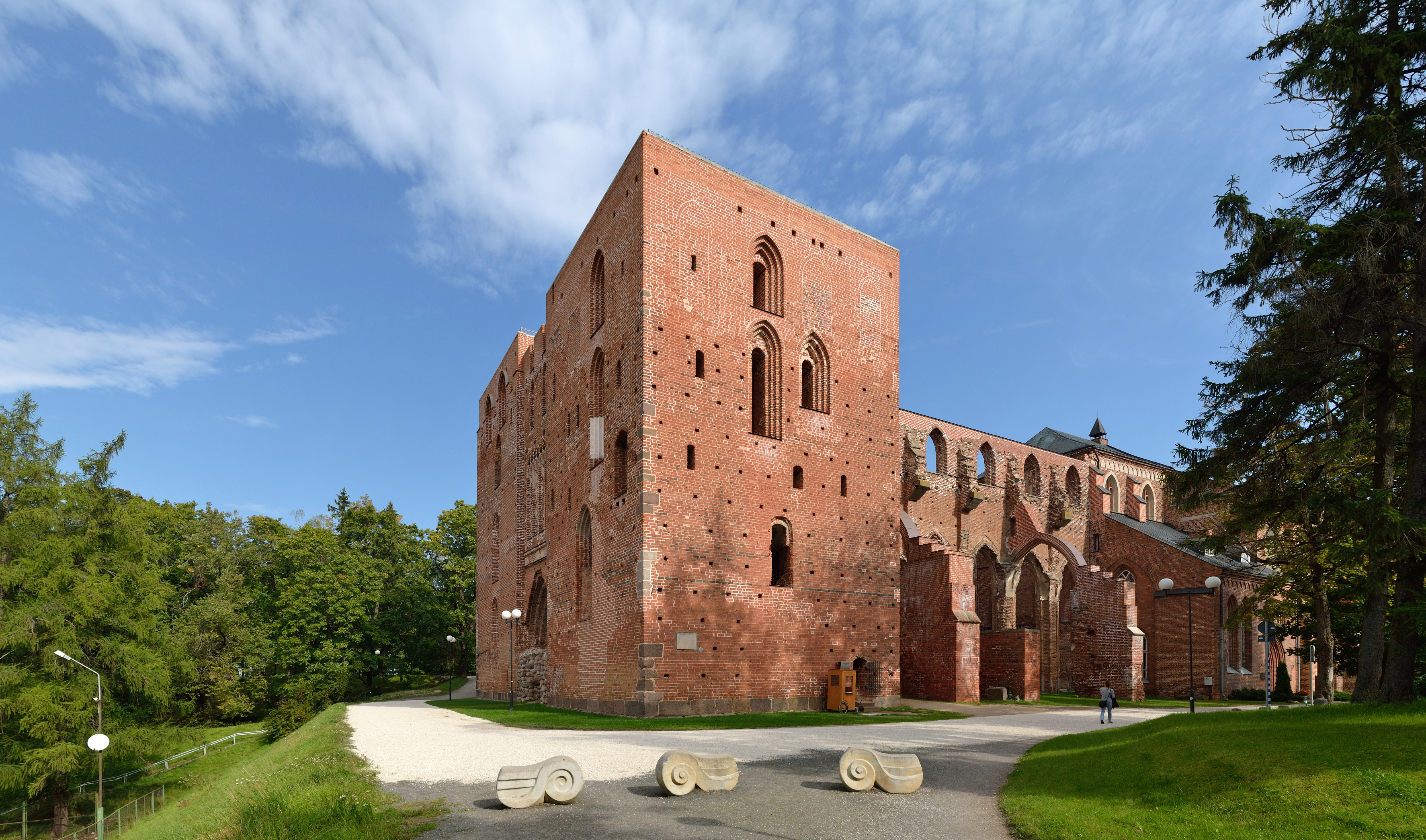
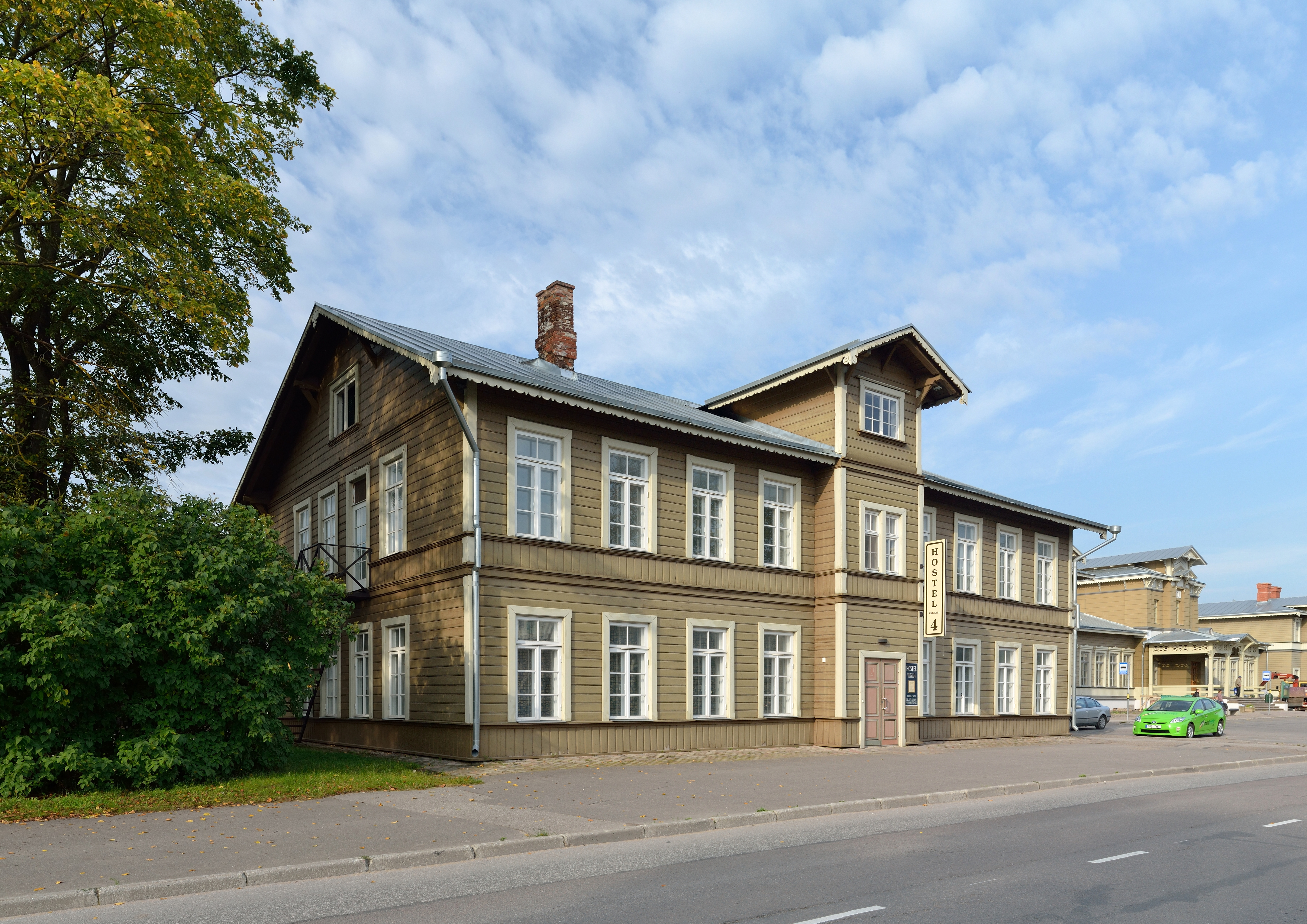

- Església de Santa Maria

- Església de Sant Pau

- Església de Sant Pere

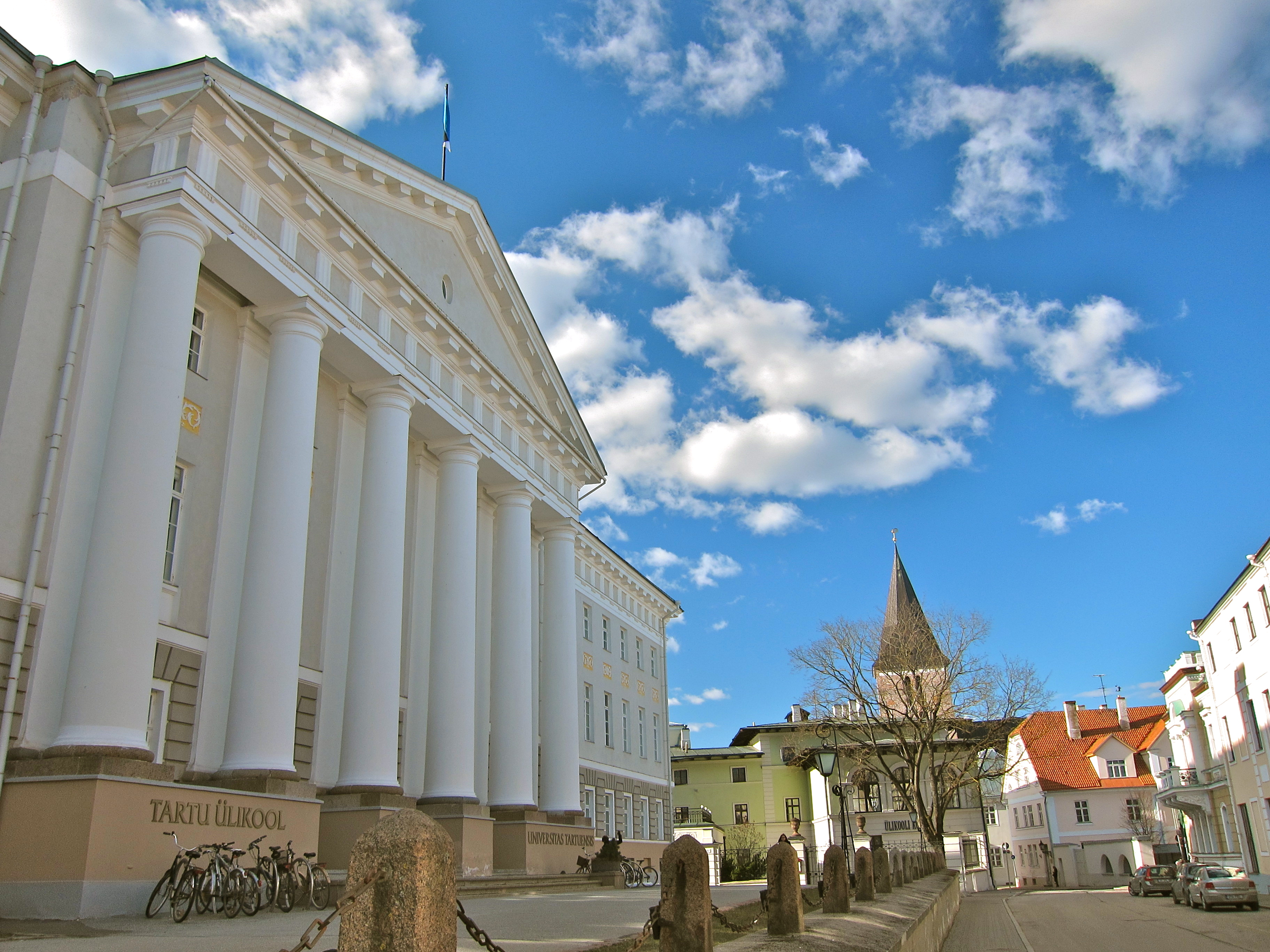
Edifici principal de la Universitat de Tartu
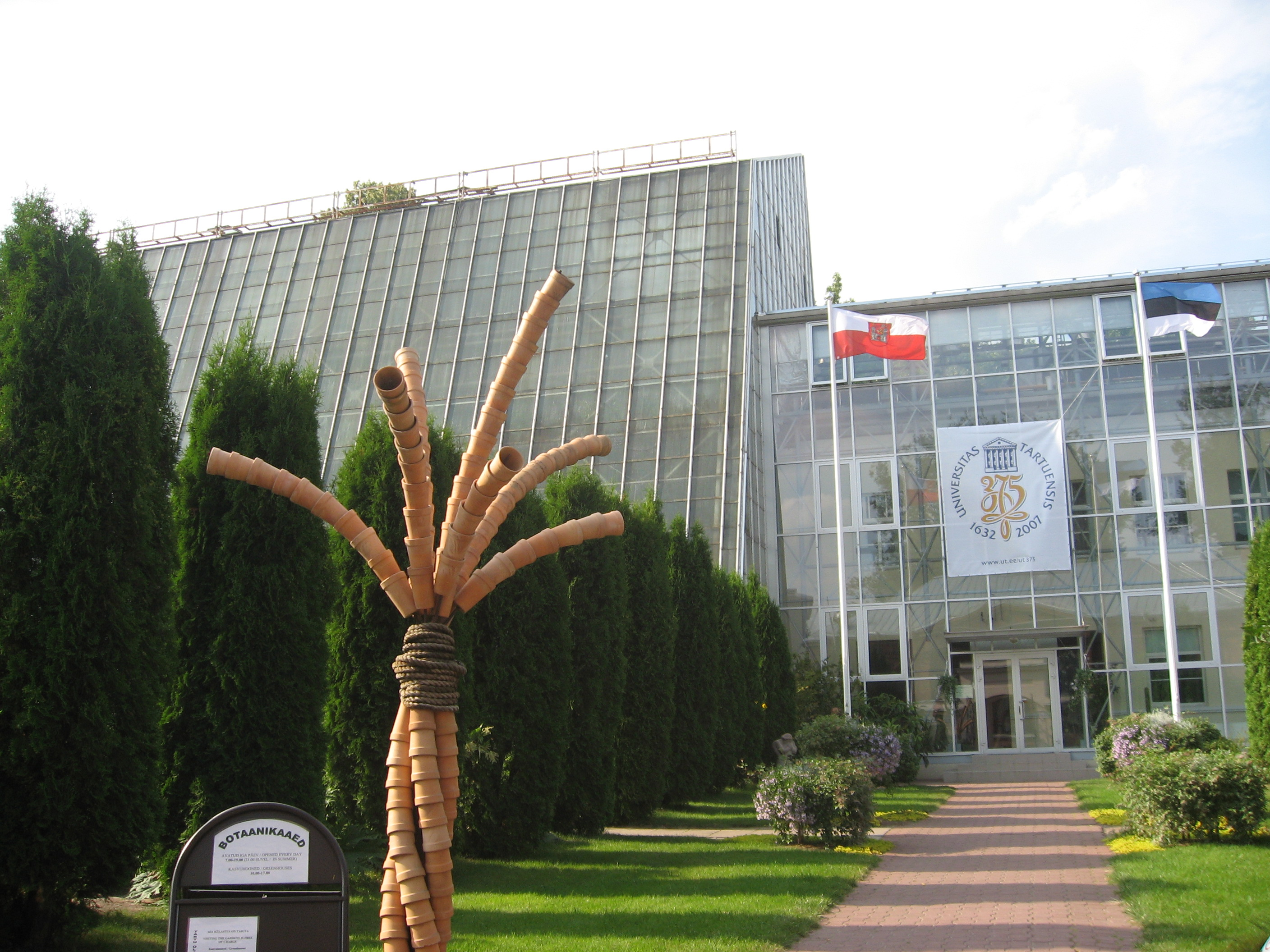
Jardí Botànic de la Universitat de Tartu
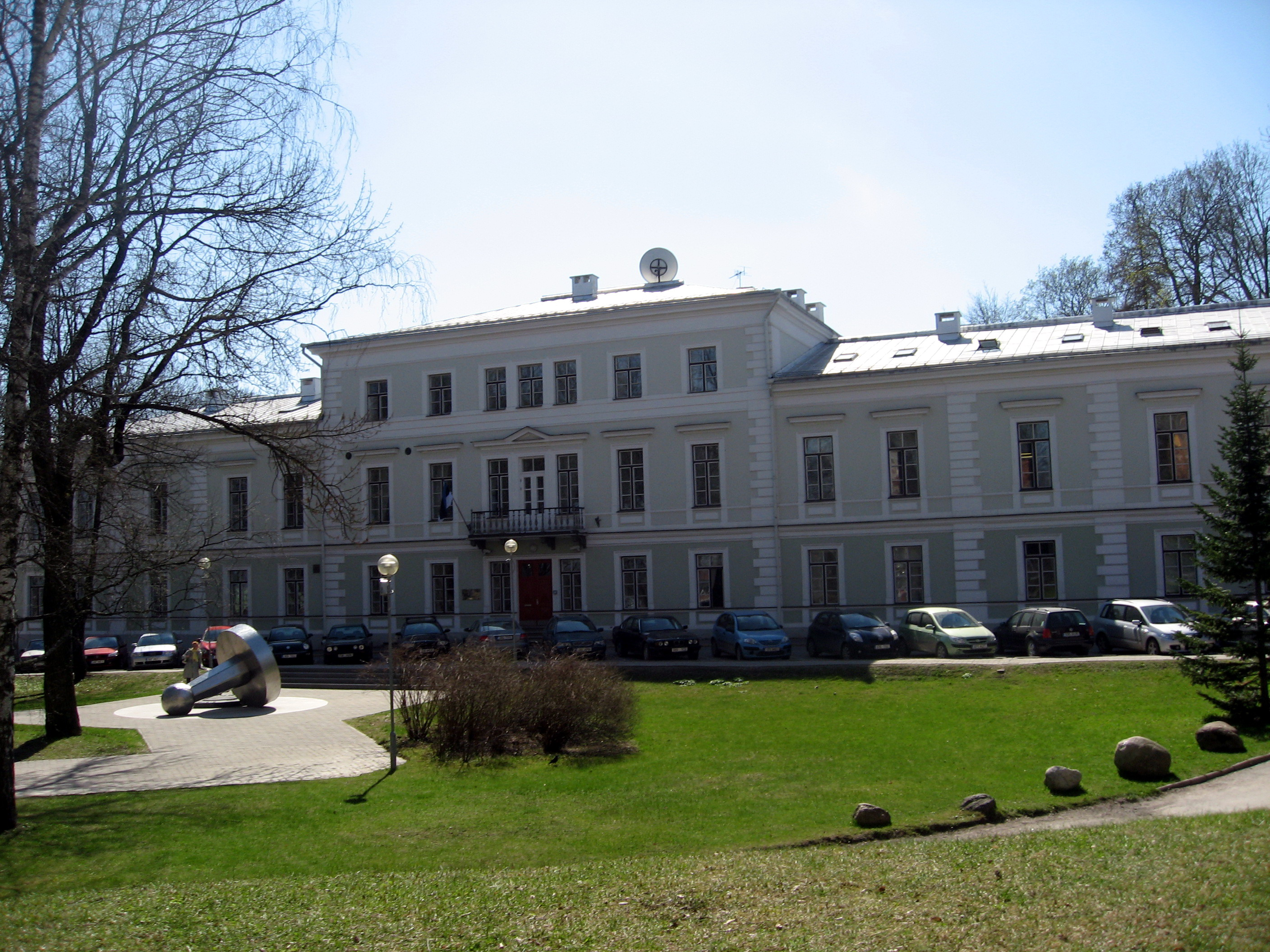
El Tribunal Suprem d'Estònia
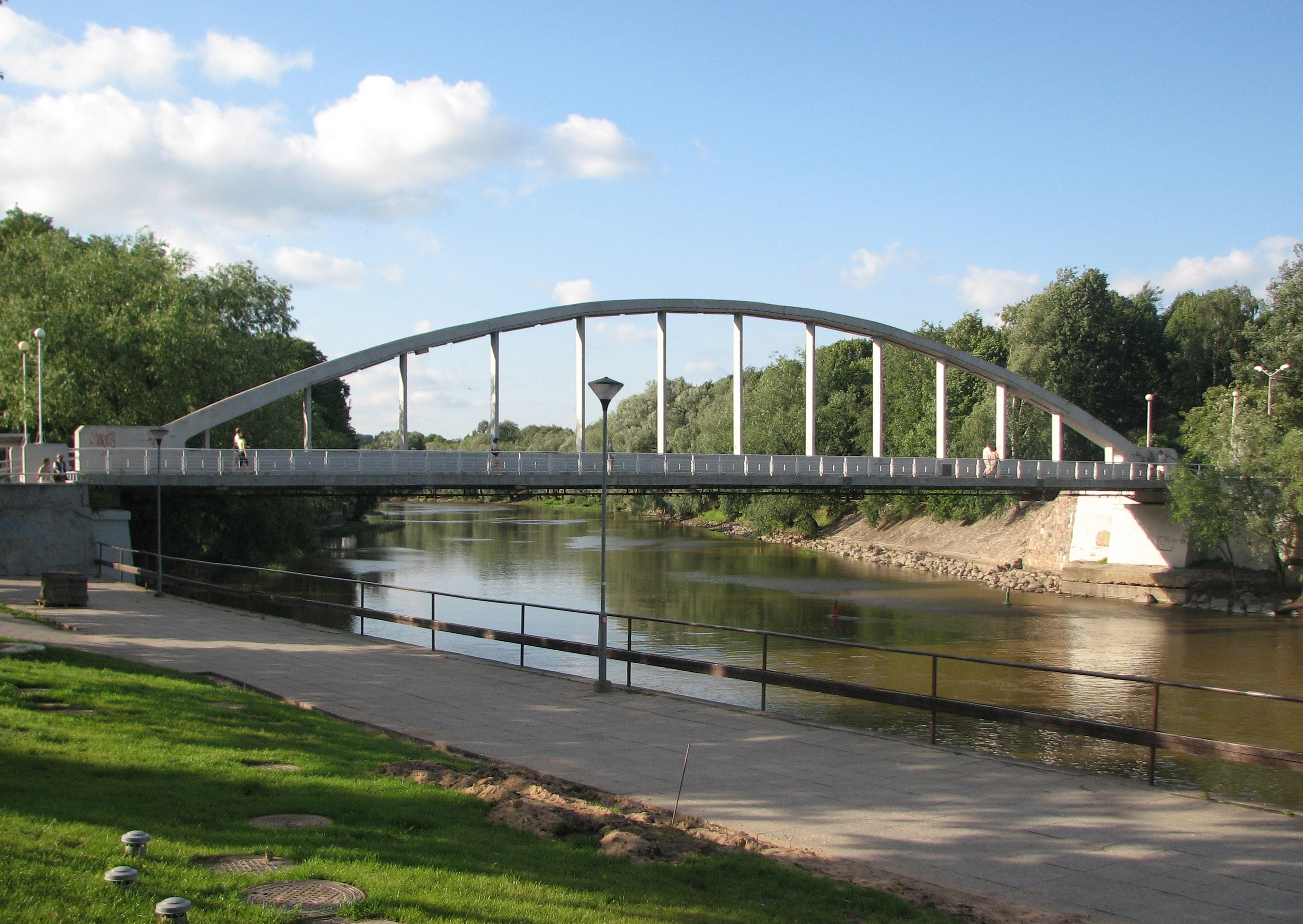
Kaarsild (pont d'arc) sobre l'Emajõgi
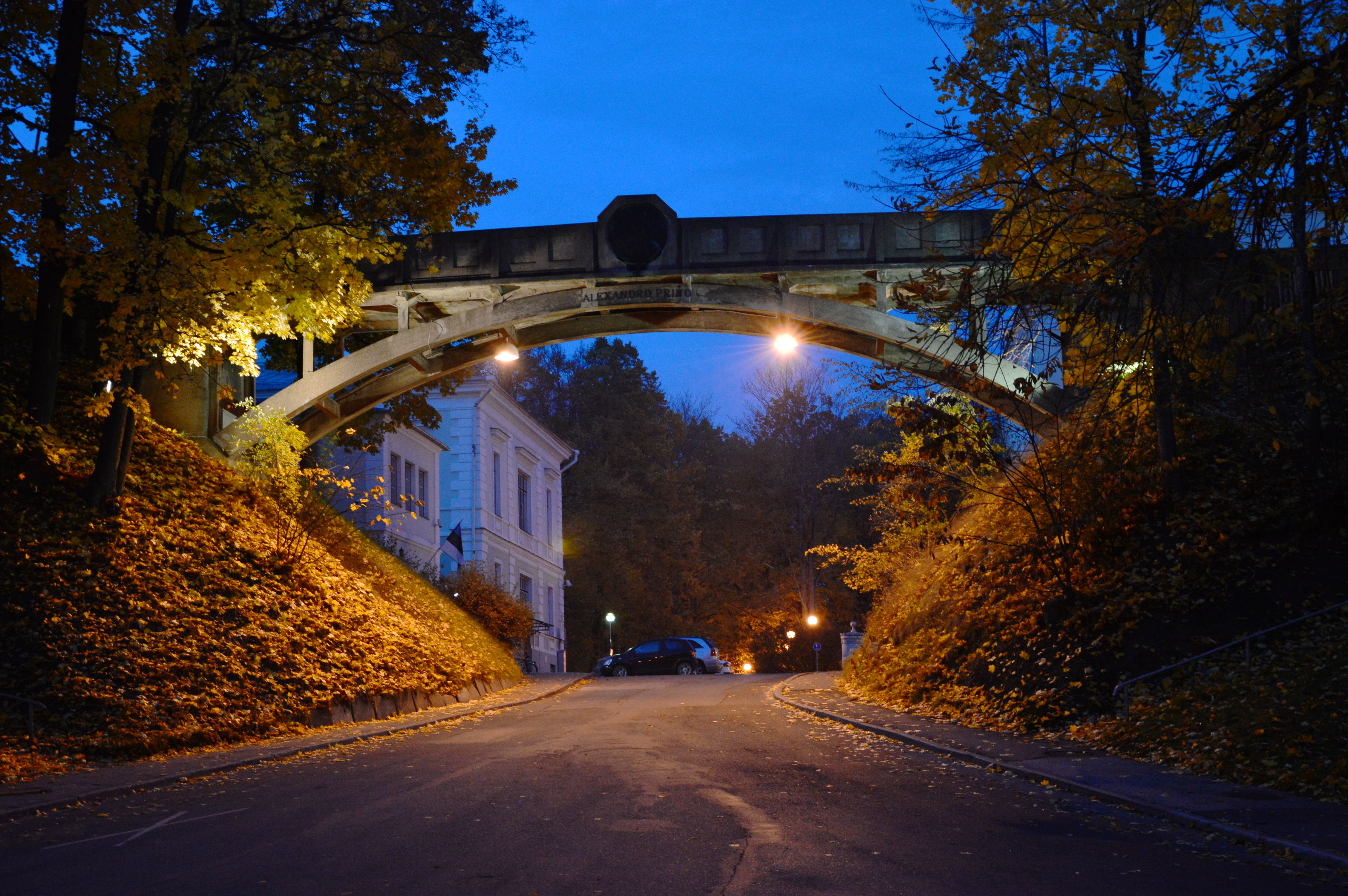
Kuradisild (pont del diable)
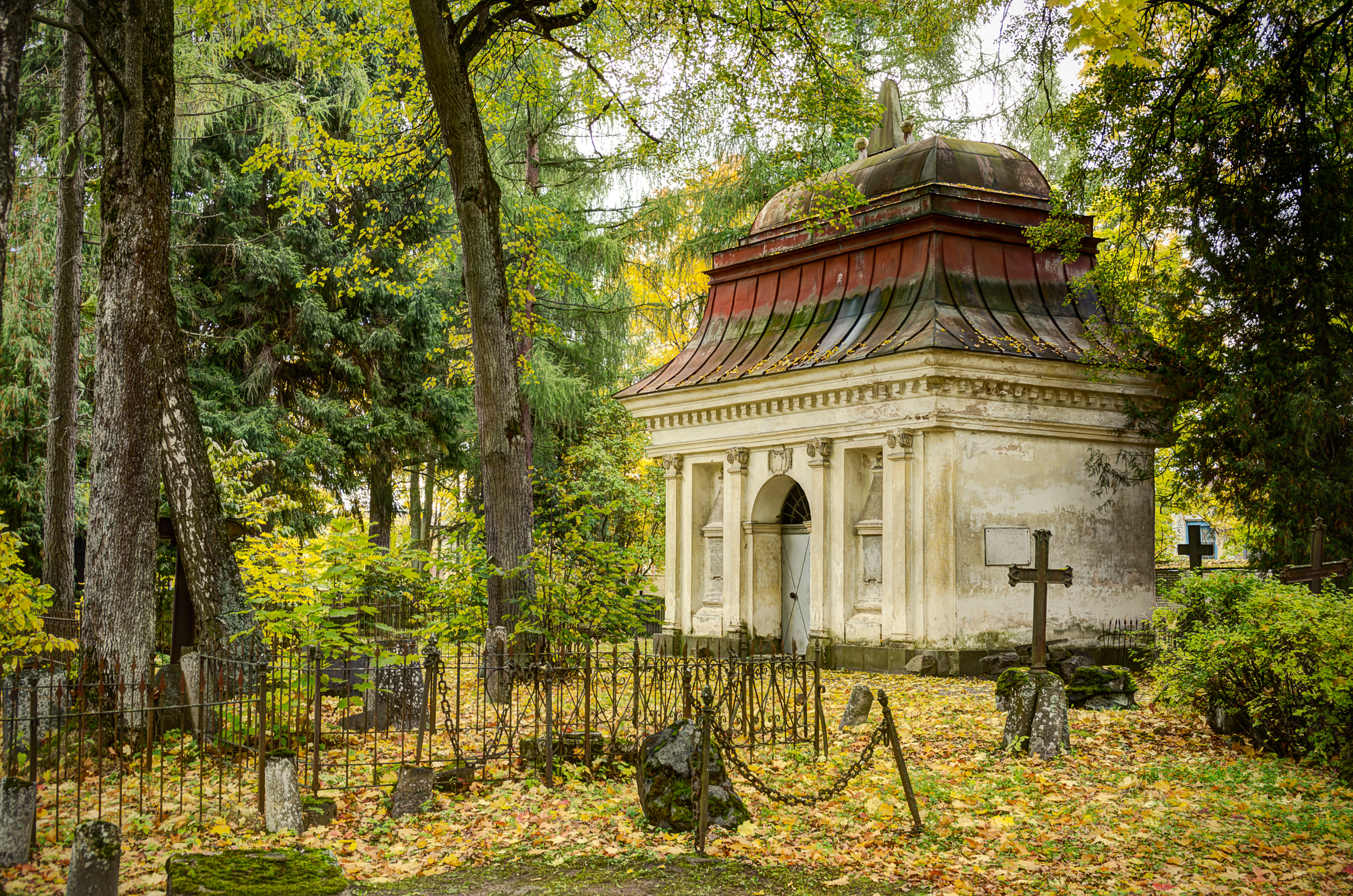
Capella Teller a Tartu, Estònia. Construït l'any 1794
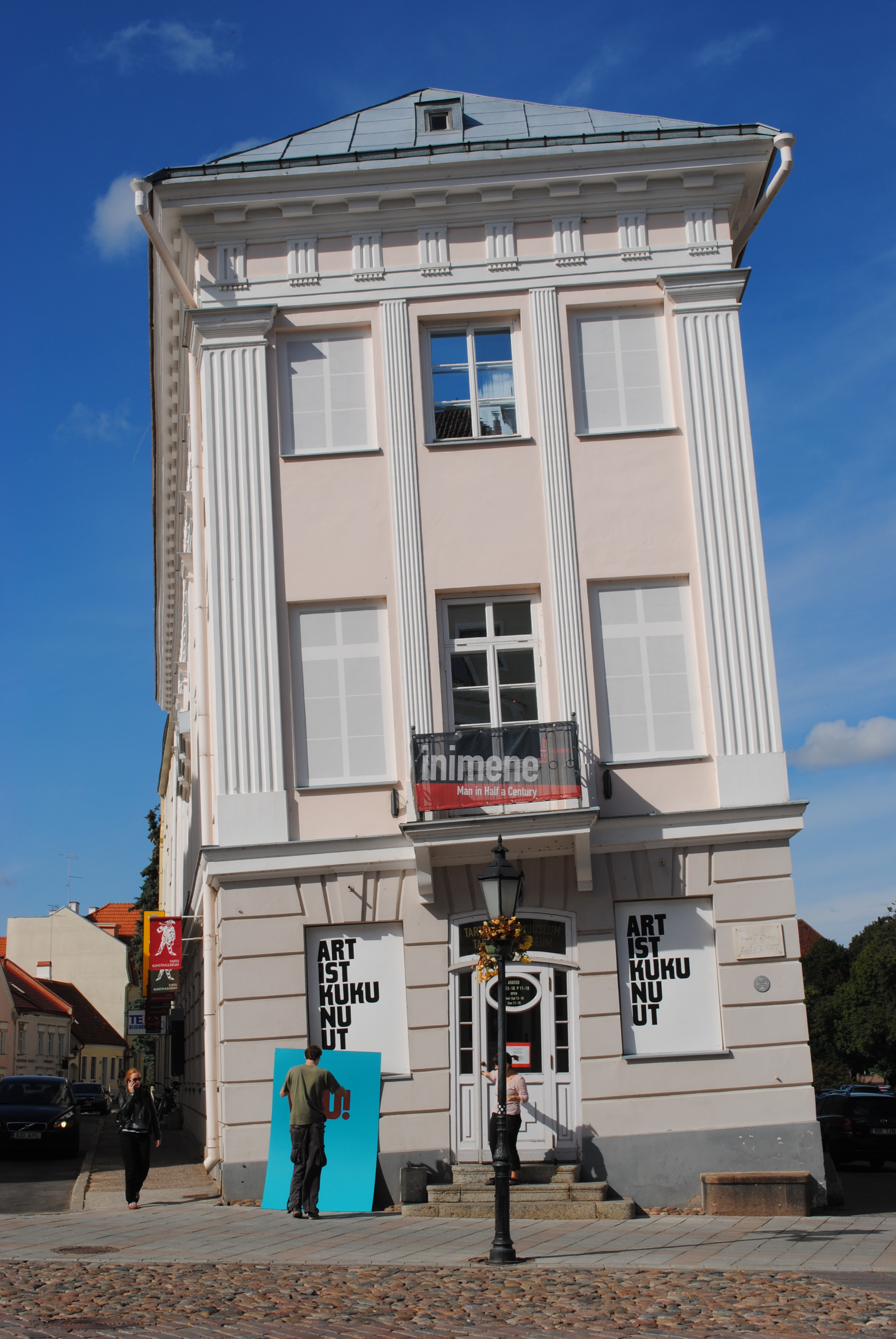
Museu d'Art de Tartu
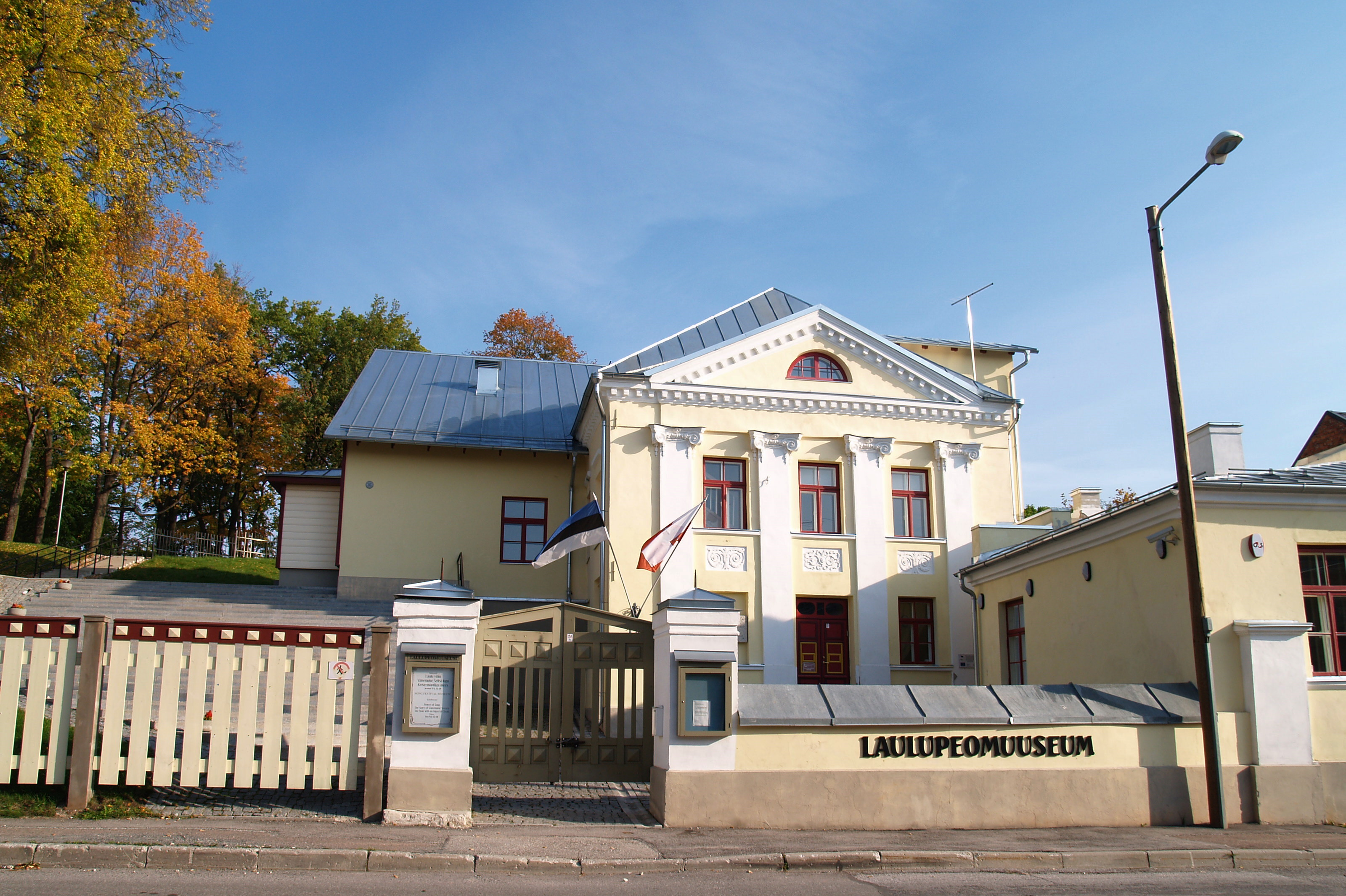
Museu del Festival de la Cançó
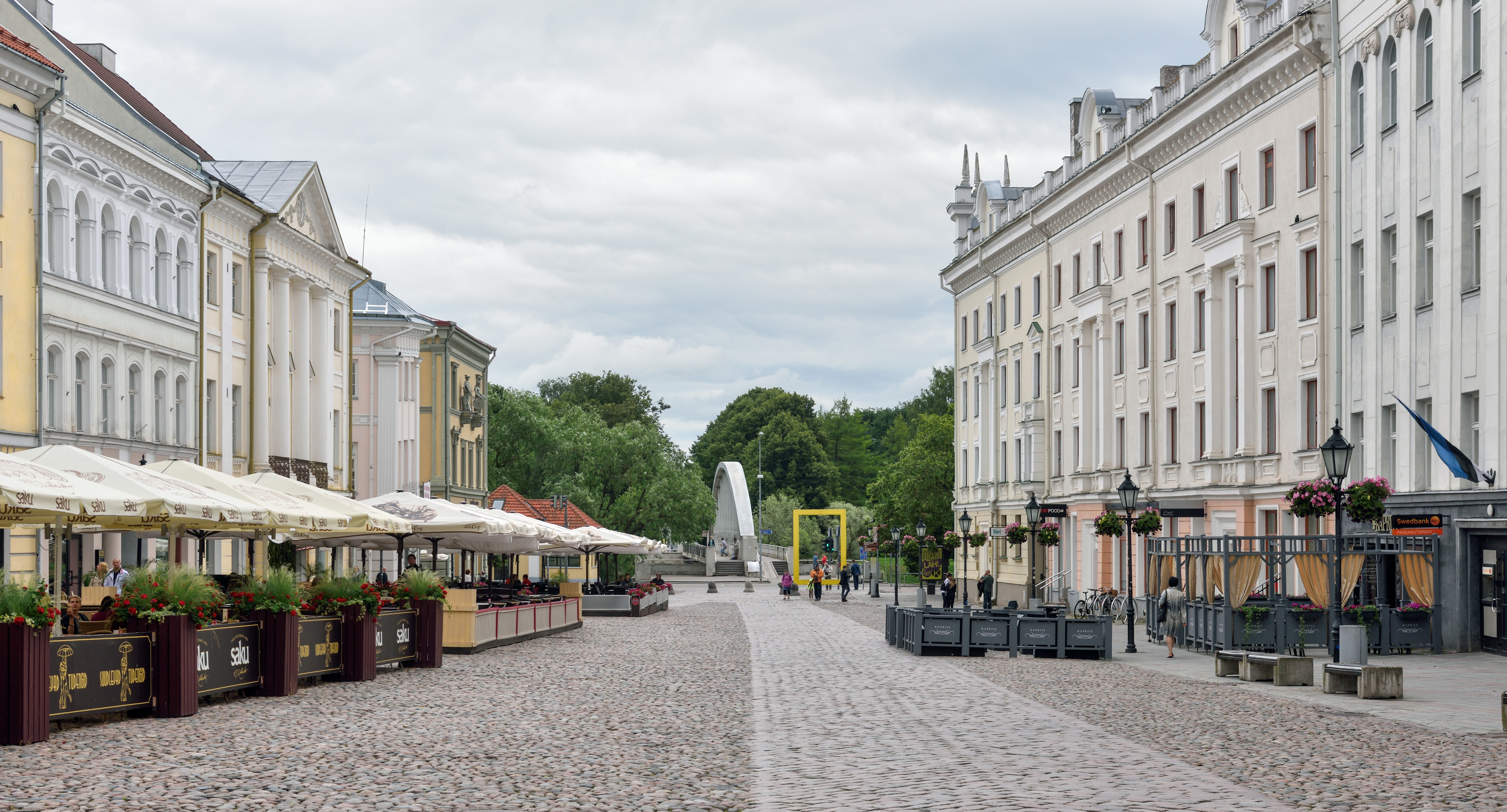
Plaça de l'Ajuntament de Tartu
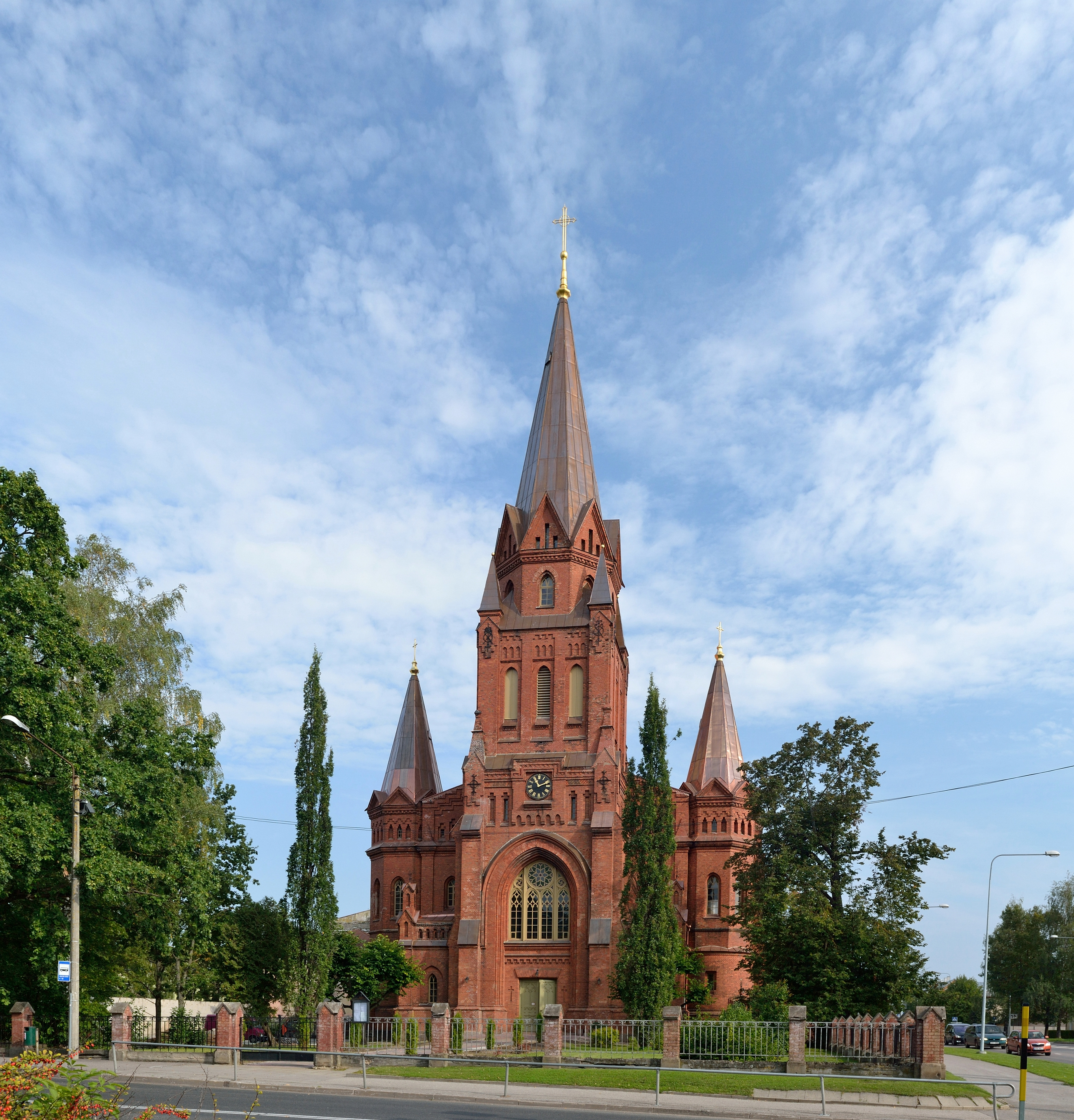
Església de Sant Pere
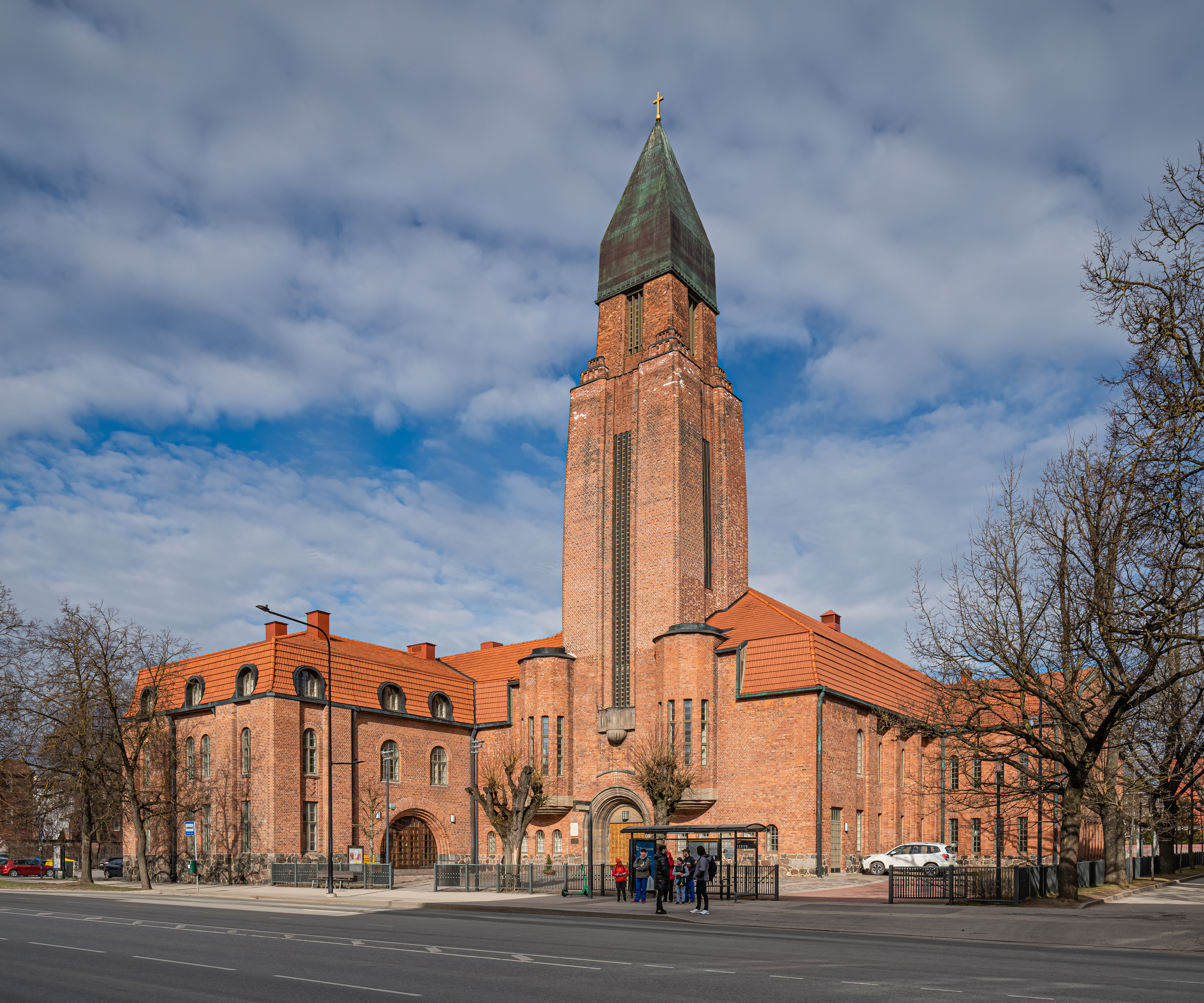
Església de Sant Pau
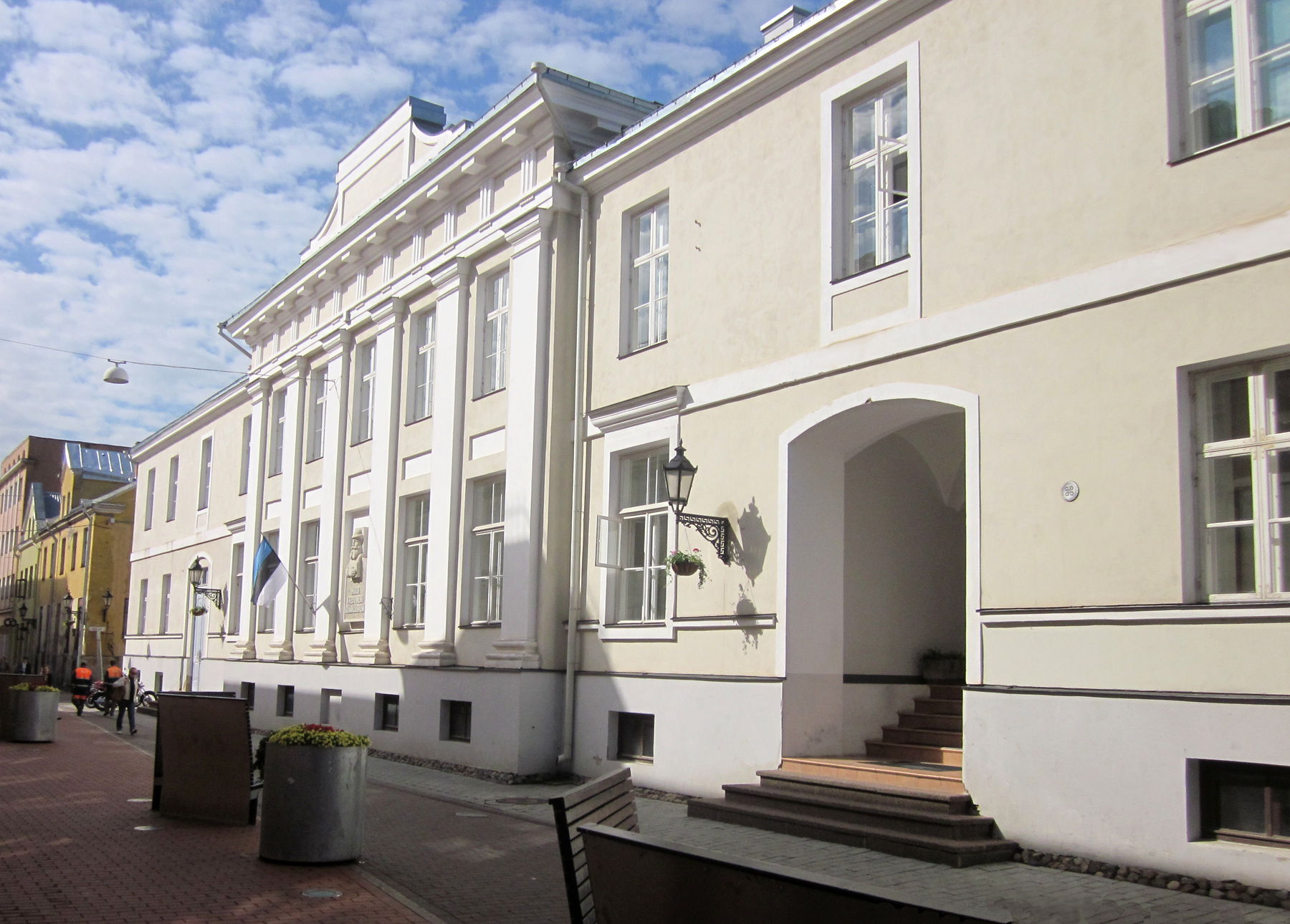
Gimnàs Hugo Treffner
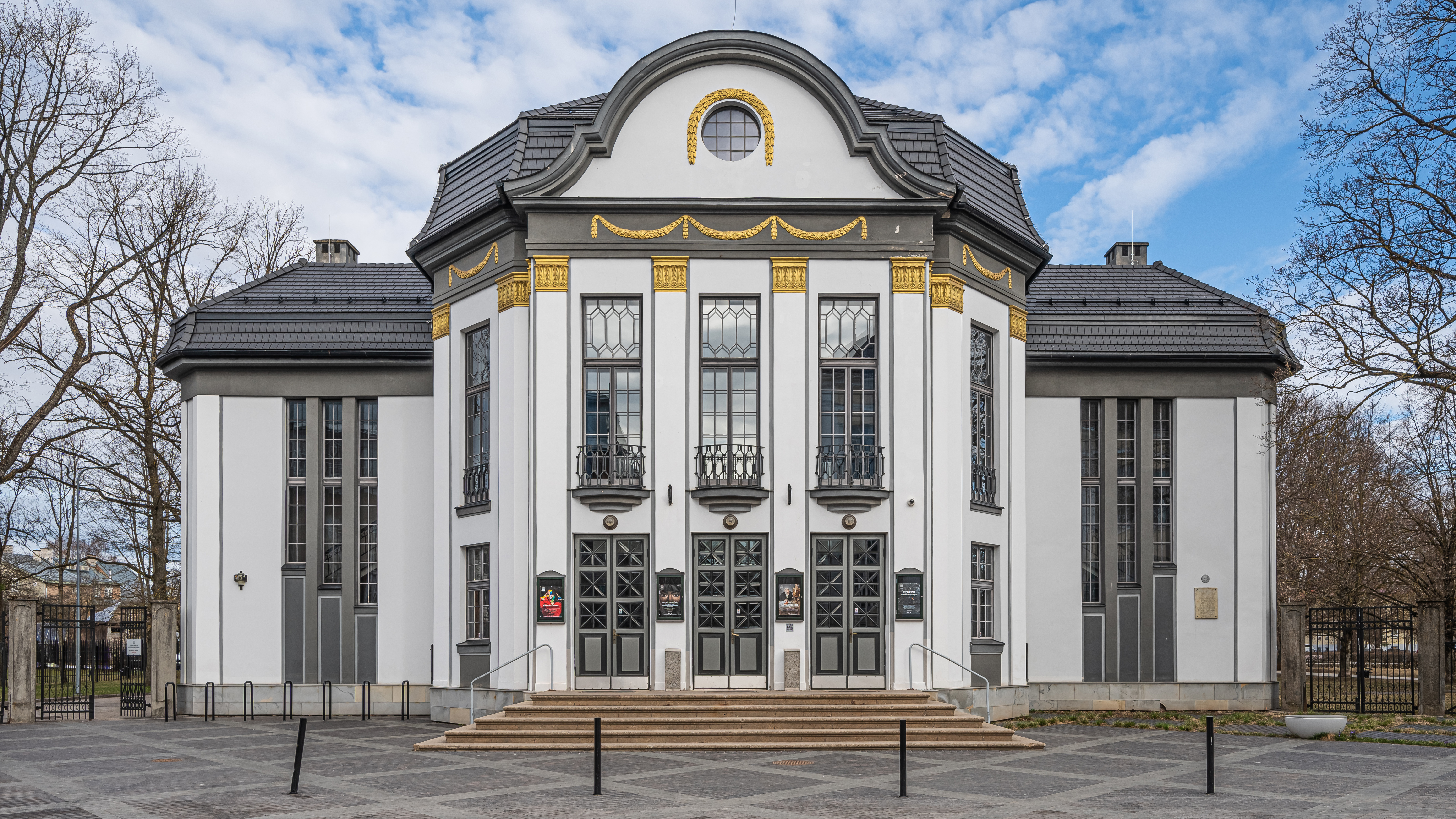
"Caseta" del teatre Vanemuine
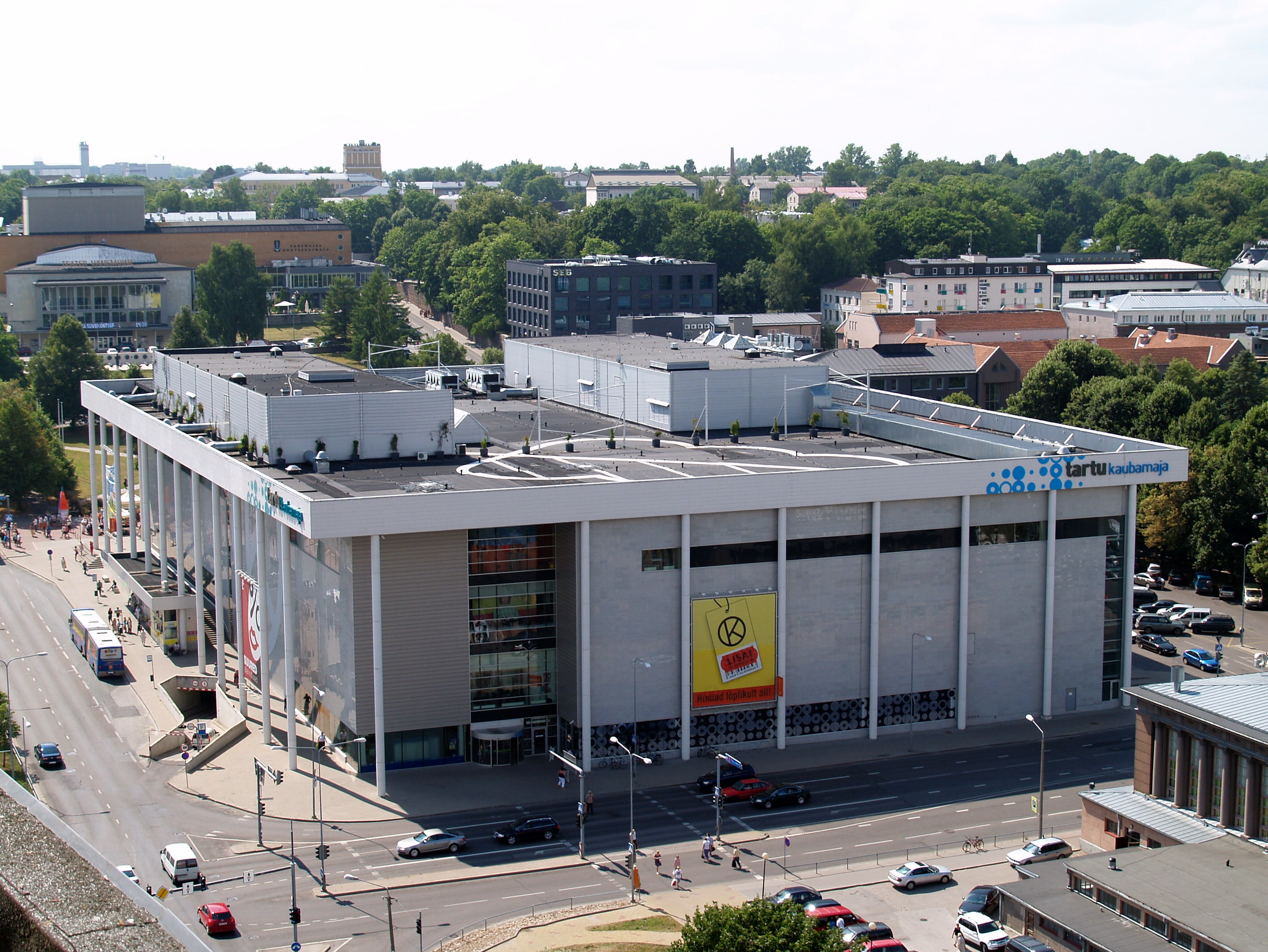
Grans magatzems Tartu
Centre Comercial Tasku
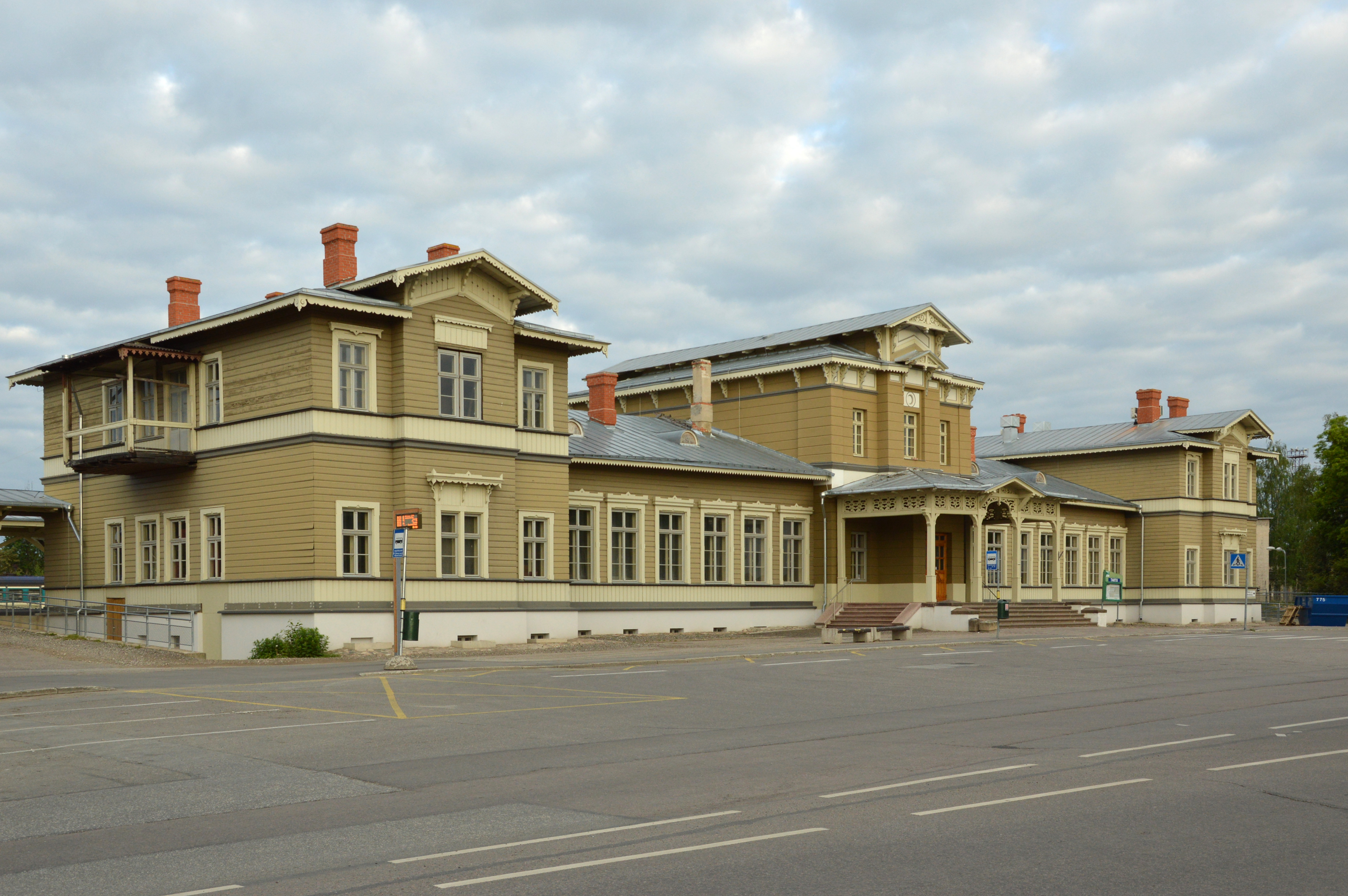
Estació de tren de Tartu